# Venus Williams
Venus Ebony Starr Williams (Lynwood, 17 giugno 1980) è una tennista statunitense.
Ex numero uno della classifica WTA nel 2002 e di doppio nel 2010, è stata la prima donna afroamericana dell'Era Open a occupare la prima posizione del ranking mondiale, che ha mantenuto per un totale di undici settimane non consecutive.
Nota come La Venere nera, ha vinto quarantanove titoli WTA e vanta nel suo palmarès sette vittorie nel circuito di singolare del Grande Slam su sedici finali. Ha al suo attivo anche quattordici vittorie nel doppio del Grande Slam ottenute con la sorella minore Serena e due nel doppio misto. Nel decennio 2000-2010 è stata la giocatrice ad aver vinto di più a Wimbledon, con cinque vittorie su otto finali (di cui quattro consecutive, dal 2000 al 2003) ed è una delle cinque tenniste (dopo Martina Navrátilová, Steffi Graf, Serena Williams e Billie Jean King, la quale, tuttavia, ha ottenuto due dei suoi sei successi a Wimbledon prima del 1968) ad averne vinte cinque o più nell'Era Open. Ha compiuto il Grande Slam virtuale (detto anche Piccolo Slam) in doppio, che consiste nella vittoria di quattro Slam consecutivi non durante lo stesso anno solare, nel biennio 2009-2010 insieme alla sorella Serena.
Considerata una delle tenniste più forti della storia, eccelle nelle superfici in cemento (ha ottenuto più della metà dei suoi successi in singolare proprio sul veloce) e in erba. Inoltre è una delle tre tenniste della storia, oltre a Helen Wills e alla sorella Serena, ad avere vinto le Olimpiadi in entrambe le specialità (singolare e doppio) nella stessa edizione, quella del 2000. Nel 2012, con la vittoria ai Giochi Olimpici di Londra nel doppio, Venus è diventata la tennista con più ori nella storia, insieme a Serena, grazie alle sue quattro medaglie. Nel 2016 si è aggiudicata anche la medaglia d'argento in doppio misto in coppia con il connazionale Rajeev Ram, risultando la tennista con più medaglie olimpiche della storia (cinque), uomini compresi.

## Biografia
Nasce il 17 giugno del 1980 a Lynwood, California, Stati Uniti da Richard Williams e Oracene Price, ha una sorella minore Serena Williams e tre sorellastre: Yetunde, assassinata nel 2003 all'età di 31 anni, Lyndrea, Isha. Allenata dal padre Richard Williams e da Oracene Price; insieme alle sorelle e alla madre frequenta i testimoni di Geova. Oltre alla carriera tennistica si è messa in risalto nel campo della moda: nel 2007 Venus ha cominciato a collaborare con i dettaglianti della Steve & Barry's per lanciare una propria linea di moda, EleVen. A proposito di ciò la stessa giocatrice dice «Amo la moda e l'idea che sto usando le mie conoscenze di design per creare personalmente abbigliamento e calzature che porterò dentro e fuori dal campo, è un sogno che si avvera per me. L'intenzione è di creare una collezione che consenta alle donne di godere di uno stile di vita attivo, pur rimanendo alla moda. Sono entusiasta di tutto quello che abbiamo creato per lanciare EleVen».
Nel 2010 le viene diagnosticata la sindrome di Sjögren, una malattia che atrofizza le ghiandole e che provoca secchezza agli occhi e alle labbra. Risiede a Palm Beach Gardens, in Florida, insieme alla famiglia.

## Carriera

### Inizi
Williams è diventata professionista il 31 ottobre 1994, all'età di quattordici anni.
Nel primo torneo professionistico, il Bank of the West Classic a Oakland, Venus, al primo turno, ha affrontato l'ex campione NCAA di singolare Shaun Stafford, che all'inizio di quell'anno aveva raggiunto il quarto round degli Open di Francia. La Williams ha battuto la sua collega americana 6–3, 6–4.
Nel secondo round dello stesso torneo, la Williams ha vinto un set e un break di servizio contro la numero 2 del mondo Arantxa Sánchez Vicario prima di perdere la partita. Vicario vincerà poi il torneo sconfiggendo Martina Navratilova. Quello è stato l'unico torneo giocato dalla Williams nel 1994.
Debuttante nel circuito professionistico alla fine del 1994 (nel 1995 ottiene un importante quarto di finale nel torneo di Auckland, sconfitta da Magdalena Maleeva), nel 1997 raggiunge una sorprendente finale agli US Open: a Flushing Meadows supera al terzo turno Anke Huber (finalista in Australia l'anno precedente) e in semifinale la rumena Irina Spîrlea, per poi affrontare in finale l'allora n.1 Martina Hingis, che batte Venus con un netto 6-0, 6-4. Conclude l'anno con un ottimo 22º posto nel ranking.

### 1998 - 2002: dominio Williams

#### 1998: primo titolo WTA

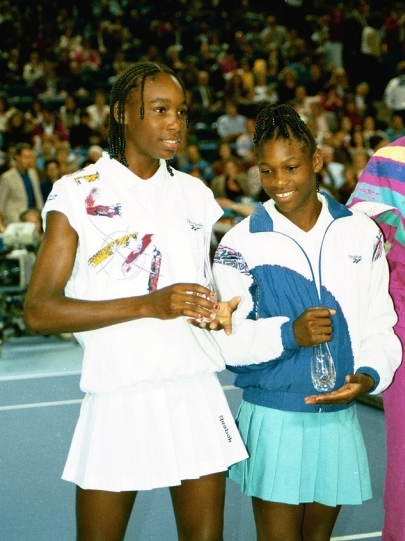
Venus (a sinistra) e la sorella Serena nel 1993

L'anno si apre molto positivamente per la tennista americana, che raggiunge la finale a Sydney, torneo nel quale riesce a prendersi una rivincita su Martina Hingis, battendola al secondo turno in tre set (7-5 al terzo), e perde la finale contro Arantxa Sánchez Vicario. Continua su ottimi livelli, conquistando i quarti di finale agli Australian Open, battendo tra le altre Serena, ma sconfitta in tre set dalla connazionale Lindsay Davenport per 1-6 7-5 6-3; riesce tuttavia ad aggiudicarsi il titolo nel doppio misto insieme a Justin Gimelstob.
A febbraio vince il suo primo titolo WTA, vincendo la finale dell'IGA U.S. Indoor Championships a Oklahoma City contro la sudafricana Joannette Kruger (netto parziale di 6-3 6-2); inoltre conquista il titolo anche in doppio insieme alla sorella. Dopo la semifinale di Indian Wells, persa contro Martina Hingis, si aggiudica la 14ª edizione del Torneo di Miami battendo proprio la Hingis in semifinale e Anna Kurnikova in finale (2-6 6-4 6-1). L'anno prosegue magnificamente per Venus, che arriva in finale a Roma, battendo tra le altre Serena nei quarti e Arantxa Sánchez Vicario in semifinale: si è però dovuta arrendere nuovamente alla Hingis per 6-3 2-6 6-3.
È ancora la tennista svizzera a fermarla ai quarti di finale del Roland Garros; nonostante ciò riesce ad aggiudicarsi il torneo francese nel doppio misto, nuovamente insieme a Justin Gimelstob, battendo in finale proprio Serena Williams e Luis Lobo.
Altri quarti di finale a Wimbledon, persi questa volta contro l'allora n.3 Jana Novotná 7-5 7–6(2). Nei due mesi successivi, durante gli US Open Series, raggiunge la finale a Stanford, persa a vantaggio di Lindsay Davenport, e i quarti a San Diego, stavolta battuta da Mary Pierce.
Riesce a riconfermarsi parzialmente agli US Open (presentatasi come n.5 del ranking): battute la francese Pierce al quarto turno (6-1 7–6(4)) e la spagnola Arantxa Sánchez ai quarti (2-6 6-1 6-1) si arrende alla connazionale Lindsay Davenport in semifinale, con il punteggio di 6-4 6-4.
Conclude il suo anno memorabile vincendo il Grand Slam Cup di Monaco e sfiorando la vittoria (battuta in finale dalla Davenport) a Zurigo e a Mosca (sconfitta in semifinale dalla futura vincitrice del torneo Mary Pierce). Inoltre proprio a Zurigo ha trionfato in doppio con Serena.
Pur essendo appena una diciottenne Venus ha già raggiunto almeno i quarti di finale in tutti gli Slam, arrivando addirittura a giocare una finale a Flushing Meadows.
In quest'anno ha stabilito il record femminile di velocità nella battuta di servizio (oltre 170 km/h, migliorato successivamente sino a raggiungere i 205 km/h proprio al torneo di Zurigo).

#### 1999
L'anno si apre nuovamente con i quarti di finale agli Australian Open, battuta nuovamente da Lindsay Davenport per 6-4 6-0.
Allo slam australiano seguono cinque finali quasi consecutive (a parte l'eliminazione nel secondo turno al Bausch & Lomb Championships). La prima la gioca in Germania, ai Faber Grand Prix, dove batte anche Steffi Graf in semifinale, ma perde la finale con la Novotnà; tuttavia vince il torneo in doppio con la sorella.
Nello stesso mese arriva un'altra finale, a Oklahoma City, questa volta vinta (per il secondo anno consecutivo) in due set contro Amanda Coetzer.
Altra vittoria, come l'annata precedente, a Miami: dopo avere battuto in ordine Anke Huber, Jana Novotná e Steffi Graf riesce a imporsi su Serena. È la prima finale nella storia dei tornei del tennis professionistico che vede contrapposte due sorelle; Venus vince in tre set 6-1 4-6 6-4. Da questa vittoria Venus entra tra le prime tre tenniste al mondo, posizionandosi in terza posizione.
La terra rossa è la protagonista delle altre due vittorie della statunitense: ad Amburgo si aggiudica la finale a discapito della francese Mary Pierce (6-0 6-3). Nuovamente la Pierce è l'avversaria di Venus alla finale degli Internazionali d'Italia, vinta in due set (6-4 6-2), dopo avere battuto in semifinale Martina Hingis.
Ottavi di finale un po' deludenti al Roland Garros, dove si arrende all'austriaca Barbara Schwartz proveniente dalle qualificazioni. Il trionfo arriva nel doppio con Serena, in un match combattutissimo contro Martina Hingis e Anna Kurnikova.
Riconferma a Wimbledon i quarti di finale, sconfitta in tre set (6-2 3-6 6-4) dalla plurivincitrice Steffi Graf.
Per il secondo anno consecutivo arriva in finale a Stanford, battuta ancora da Lindsay Davenport 7–6(1) 6-2. Continua la preparazione agli US Open, arrivando in finale anche a San Diego, ma perdendo contro Martina Hingis; sconfitta in finale anche nel doppio. Conferma il suo stato di grazia con la vittoria a New Haven a discapito proprio della Davenport (6-2 7-5).
Altra semifinale a Flashing Meadows, dove cede a Martina Hingis (la quale perde la finale con Serena Williams) per 6-1 4-6 6-3; successo, tuttavia, nel doppio, battendo in tre set la coppia formata da Chanda Rubin e la francese Sandrine Testud.
Contribuisce inoltre alla vittoria della squadra statunitense in Fed Cup, con una vittoria su Elena Lichovceva per 6-3 6-4. Partecipa alla finale del WTA Champioship di Monaco, perdendo però contro la sorella 6-1 3-6 6-6. Ribadisce la conquista del titolo dell'anno precedente a Zurigo, riuscendo a sconfiggere nell'ordine Irina Spîrlea (6-3 6-2), Julie Halard-Decugis (6-2 6-3), Mary Pierce (6-4 6-4) e in finale Martina Hingis (6-3 6-4).

#### 2000: doppietta Wimbledon-US Open, oro olimpico in singolare e in doppio
Il nuovo millennio non si apre nel migliore dei modi: infatti Venus è costretta a saltare i primi quattro mesi della stagione (compresi gli Australian Open, vinti dalla rivale Lindsay Davenport) a causa di una tendinite a entrambi i polsi. Rientra a maggio, ottenendo un ottimo quarto di finale al Roland Garros, sconfitta da Arantxa Sánchez Vicario (6-0 1-6 6-2). Da questo momento la tennista statunitense vincerà una lunga serie di 35 incontri consecutivi, partendo da Wimbledon.
Ai Champioships ritorna a giocare il suo miglior tennis, sbaragliando le avversarie (tra le altre Martina Hingis e Serena) e imponendosi sull'eterna rivale Davenport per 6-3 7–6(3): è il suo primo titolo del Grande Slam ed è la seconda donna afroamericana ad aggiudicarsi il torneo dopo Althea Gibson che trionfò nel 1957 e 1958. Prima vittoria a Wimbledon anche nel doppio, sempre con la sorella, insieme alla quale ha ottenuto la vittoria su Julie Halard-Decugis e Ai Sugiyama. La striscia di vittorie continua con la conquista di Stanford (6-1 6-4 sulla Davenport), San Diego (6-0 6(3)–7 6-3 su Monica Seles) e New Haven (6-2 6-4 nuovamente sulla Seles).
Continua ad accumulare vittorie su vittorie, aggiudicandosi il primo US Open imponendosi su tenniste del calibro di Nathalie Tauziat (6-4 1-6 6-1 nei quarti) e Martina Hingis (4-6 6-3 7-5); in finale è Lindsay Davenport a soccombere con il punteggio di 6-4 7-5. L'anno sembra essere perfetto: arriva anche il trionfo olimpico a Sydney. Dopo avere battuto ai quarti Arantxa Sánchez Vicario 3-6 6-2 6-4 e in semifinale Monica Seles 6-1 4-6 6-3 ha la meglio in finale sulla diciannovenne Elena Dement'eva (6-2 6-4). La famiglia Williams trionfa anche nel doppio con l'oro olimpico delle due sorelle contro le olandesi Kristie Boogert e Miriam Oremans; Venus è la seconda tennista di sempre ad avere conquistato l'oro alle olimpiadi sia nel singolare sia nel doppio, solo dopo Helen Wills nel 1924. La fenomenale stagione termina con la finale di Linz, la sola partita persa dopo mesi dalla Williams, contro la Davenport (6-4 3-6 6-2).
Il 2000, grazie ai tanti successi ottenuti, si può considerare una delle migliori stagioni di Venus, se non addirittura la migliore: due Slam, l'oro olimpico e altre quattro finali (tre delle quali vinte) e una striscia di trentacinque vittorie consecutive.

#### 2001: ancora doppietta Wimbledon-US Open e Career Grand Slam in doppio
Il 2001 non inizia male per Venus che, n.3 del ranking WTA, centra la semifinale agli Australian Open, persa però nettamente contro Martina Hingis con un doppio 6-1. Vince invece il torneo nel doppio, battendo in una finale tutta a stelle e a strisce Lindsay Davenport e Corina Morariu. Seguono successivamente altre due semifinali: una a Nizza (superata da Magdalena Maleeva 7–6(8) 6-4) e a Indian Wells, semifinale (contro Serena, futura vincitrice del torneo) a cui non ha partecipato per una tendinite al ginocchio destro. Venus (che ha annunciato il ritiro quattro minuti prima dell'incontro) e il padre furono fischiati notevolmente alla finale mentre prendevano posto in tribuna per il match di Serena, la quale fu anch'essa fischiata per razzismo; da quel momento le sorelle hanno deciso di boicottare questo torneo e di conseguenza di non partecipare più.

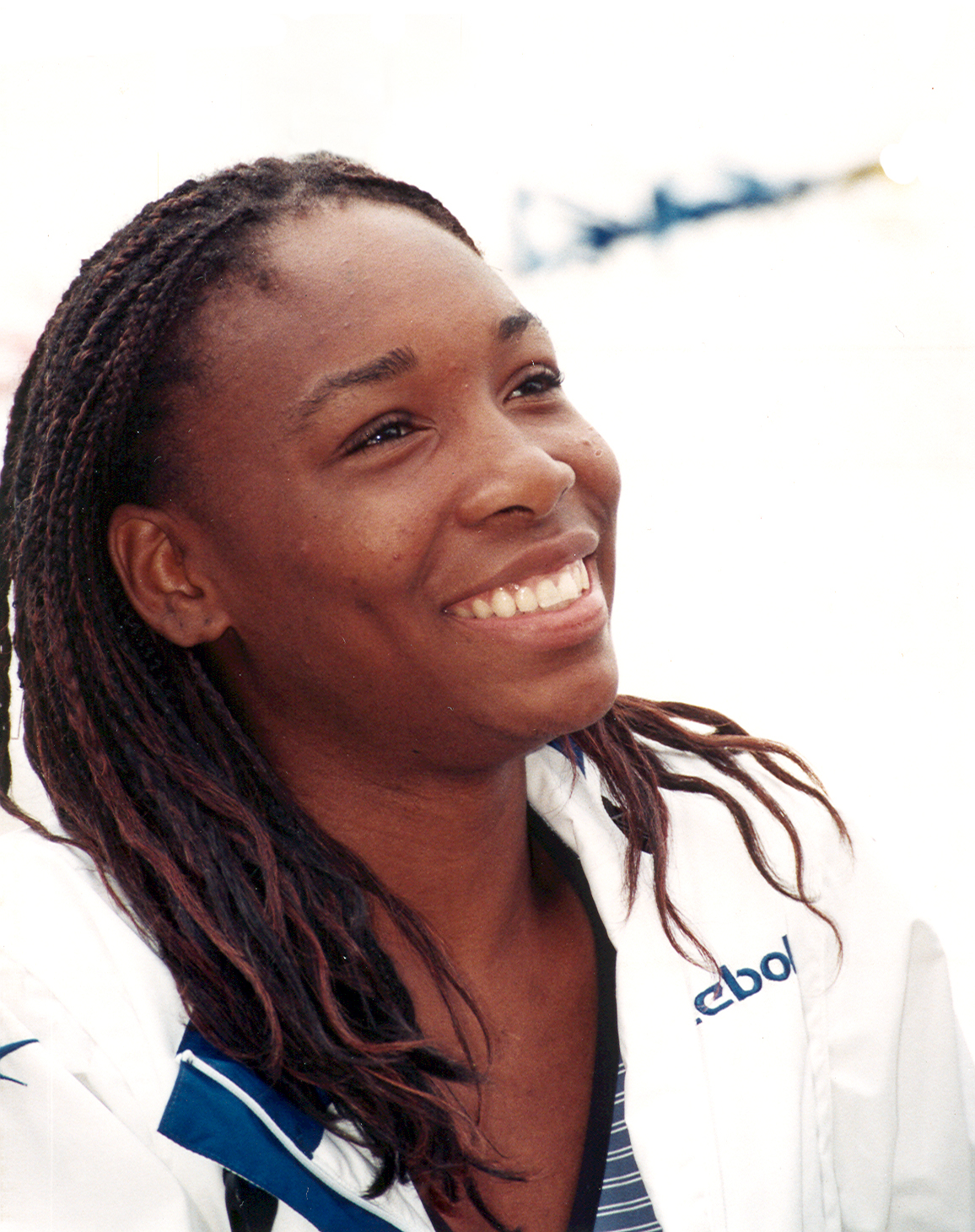
Venus Williams nel 2001

Dopo questo spiacevole episodio Venus si riconferma campionessa per tre volte in quattro anni del torneo di Miami, battendo Martina Hingis in semifinale e Jennifer Capriati in finale (4-6 6-1 7–6(4)); questo successo le permette di rientrare nella top 3 del ranking. Altra vittoria, la seconda della sua carriera, ad Amburgo, dove a fare le spese della potenza di Venus è Meghann Shaughnessy con un 6-3 6-0 che non ammette repliche.
Enorme delusione al Roland Garros: visto che erano grandi le aspettative di tutti sulla maggiore delle Williams, testa di serie n.3, è stato uno shock la sua eliminazione contro la meno quotata Barbara Schett (6-4 6-4). Rimedia a questa debacle aggiudicandosi per il secondo anno consecutivo Wimbledon, dominando il torneo e superando in finale la belga Justine Henin per 6-1 3-6 6-0. Il gioco di Venus domina i tornei estivi: secondo trionfo consecutivo al San Diego, con un netto 6-2 6-3 inflitto alla connazionale Monica Seles. Invece a New Haven conquista questo trofeo per la terza volta (aveva vinto sia nel 1999 sia nel 2000), a discapito della rivale Lindsay Davenport, per 7–6(6) 6-4.
Venus va a New York per difendere il titolo ottenuto l'anno precedente e non delude le aspettative: infatti non perde un solo set, sbaragliando le avversarie (Kim Clijsters in semifinale, superata 6-3 6-1, e Jennifer Capriati, 6-4 6-2); la finale si gioca tra le due sorelle Williams: era da 117 anni (Wimbledon 1884) che non accadeva una cosa simile (in quel caso si affrontarono le sorelle Watson). Per sua sfortuna Serena ha incontrato Venus in uno stato di grazia, confermato dal punteggio netto di 6-2 6-4.
Non partecipa ad altri tornei per l'attentato dell'11 settembre 2001 alle Torri Gemelle e non prende parte al WTA Champioships a causa di un infortunio al polso sinistro. Nonostante questo periodo di inattività consolida la seconda posizione nel ranking WTA.

#### 2002: finale al Roland Garros
Ripresasi dall'infortunio torna a vincere al primo torneo a cui prende parte: infatti nel cemento di Gold Coast, in Australia, ottiene un successo alla sesta edizione del Thalgo Australian Women's Hardcourts in finale contro Justine Henin per 7-5 6-2. Agli Australian Open raggiunge i quarti di finale, dove viene superata in tre set (6(4)–7 6-2 6-3) da Monica Seles.
Vince poi i due tornei successivi a cui prende parte, quello di Parigi (indoor) e quello di Anversa: in Francia approfitta del ritiro in finale di Jelena Dokić per un infortunio alla coscia destra, mentre in Germania ha la meglio sulla Henin in tre set. Seguono due semifinali, a Dubai (persa contro Sandrine Testud) e a Miami (sconfitta da Serena).
Pur non vincendo dopo Dubai Venus il 25 febbraio diviene la nuova numero uno del circuito tennistico femminile, posizione mantenuta in totale per undici settimane (si è alternata anche a Jennifer Capriati).
La campionessa americana continua il suo anno disputando altre otto finali consecutive: la prima la gioca in Florida, vincendo una dura battaglia contro la belga Henin in tre set; è un'altra belga, Kim Clijsters, ad aggiudicarsi a discapito di Venus la finale di Amburgo, con il punteggio di 1-6 6-3 6-4.
Non prende parte agli Internazionali d'Italia a Roma a causa di un problema al polso destro. Rientra non al meglio al Roland Garros: tuttavia conquista la finale, non concedendo nemmeno un set alle avversarie (tra cui Rita Grande, Monica Seles, Clarisa Fernández); il match conclusivo del torneo è contro Serena (la seconda volta, dopo gli US Open del 2001, che si incontrano in una finale del Grande Slam), che riesce a imporsi su Venus per 7-5 6-3. Da questo momento si apre una striscia di sconfitte contro la sorella in finale di uno Slam di cinque partite, che durerà fino al 2008.
Il 10 giugno, grazie alla finale Williams, per la prima volta nella storia del tennis, Venus e Serena si ritrovano rispettivamente prima e seconda in classifica.
Si arriva così all'appuntamento più atteso, Wimbledon. Dopo essersi fatta strada facilmente (ha lasciato addirittura solo cinque game alla n.6 Justine Henin) si ripete la scena di Parigi: Venus contro Serena. Il copione non cambia, in quanto è la seconda che trionfa al Centre Court: dopo un primo set molto equilibrato, terminato al tie-break, Serena ha preso il largo nel secondo, chiudendo 6-3. Venus non solo perde la finale, ma anche la prima posizione mondiale, ceduta alla sorella. Nonostante ciò si riprende proprio con Serena il titolo in doppio, dopo quello del 2000.
Fortunatamente arriva un'estate piena di successi, con tre vittorie in altrettanti tornei. Secondo successo a Stanford, in cui sconfigge la Cljisters con un doppio 6-3. Terza vittoria consecutiva (e quarta finale di seguito) a San Diego, torneo nel quale riesce a spuntarla contro Jelena Dokić (6-2 6-2). A completare questa serie di trionfi è la finale (la quarta consecutiva) di New Haven, vinta contro l'eterna rivale Lindsay Davenport (7-5 6-0).
Giunge da favorita agli US Open e rispetta il pronostico: arriva in semifinale senza grossi problemi dopo avere battuto, tra le altre, Monica Seles nei quarti, sconfiggendo la francese Amélie Mauresmo in tre set. Ancora una volta la finale si gioca in famiglia e per la terza volta nel 2002 è Serena a trionfare (6-4 6-3).
A causa di un infortunio alla gamba si ritira al WTA Tour Championships di Los Angeles in semifinale contro Kim Clijsters.

### 2003 - 2006: sconfitte e continui infortuni

#### 2003: prima finale agli Australian Open
La partenza nel 2003 sembra promettere buone cose: infatti, dopo avere battuto Daniela Hantuchová e Justine Henin in due set, e dopo non avere perso alcun set, raggiunge la finale agli Australian Open; ad attenderla c'è ancora la sorella Serena Williams, a cui cede il trofeo australiano in tre set, 7–6(4) 3-6 6-4. Riesce invece ad aggiudicarsi il titolo nel doppio proprio con Serena.
C'è stato un periodo in cui si è parlato di un suo probabile addio al tennis, dati i successi che stava ottenendo nel campo della moda (come modella e più raramente come stilista): la vittoria, la seconda consecutiva, ottenuta nel torneo di Anversa (in cui sbaragliò in finale Kim Clijsters per 6-2 6-4) ha fatto tramontare tale ipotesi. Delude molto a Miami, dove si ferma al quarto turno per mano di Meghann Shaughnessy. Dopo la convincente vittoria nel primo turno della Fed Cup contro la Repubblica Ceca prende parte al torneo di Varsavia, disputando ottime gare sulla terra, per poi ritirarsi in finale contro la francese Amélie Mauresmo a causa di un problema agli addominali, che non le darà la possibilità di gareggiare a Berlino e agli Internazionali d'Italia. Arriva dunque in Francia per partecipare al Roland Garros: altra delusione, con l'uscita al quarto turno, sconfitta in tre set da Vera Zvonarëva.
Nonostante questi risultati parte ancora una volta come una delle favorite a Wimbledon e non delude le aspettative: arriva facilmente ai quarti, dominando proprio la Zvonarëva negli ottavi con un secco 6-1 6-2; raggiunta la semifinale (dopo avere battuto Nadia Petrova in tre set) si riacutizzano i dolori addominali, ma, tuttavia, batte la belga Kim Clijsters in tre set e raggiunge la quarta finale consecutiva ai Championships. Inesorabilmente incontra per la quinta volta di fila in uno Slam Serena, anche questa volta capace di aggiudicarsi il torneo per 4-6 6-4 6-2. I problemi all'addome continuano, tanto che Venus dovrà rinunciare alla seconda metà della stagione, non partecipando agli US Open e al WTA Championship. A causa di ciò, a novembre, esce dalla top ten, collocandosi in undicesima posizione nel ranking: l'esclusione dalle prime dieci non accadeva dal 1998, quando aveva appena cominciato.

#### 2004
Il ritorno forzato dall'infortunio avviene a Melbourne, dove non riesce a superare il terzo turno a vantaggio della connazionale Lisa Raymond. L'anno viene costellato da molti quarti di finale e da molti ritiri a causa di infortuni vari. Per esempio uno strappo muscolare alla gamba destra le fa saltare i quarti di finale del torneo di Tokyo, causandole anche il ritiro dal torneo ad Anversa; raggiunge i quarti anche a Dubai, a Miami (7-6 al terzo contro Elena Dement'eva) e a Zurigo, dove perde contro una giovanissima Marija Šarapova.
Tuttavia non mancano i successi, che arrivano sulla superficie da lei meno amata, la terra battuta: la vittoria su Conchita Martínez per 2-6 6-2 6-1 le assicura il successo a Charleston, mentre il 6-1 6-4 contro Svetlana Kuznecova le mette in bacheca il trofeo di Varsavia.
A Berlino è costretta ancora una volta a dare forfait in finale, dove avrebbe dovuto affrontare Amélie Mauresmo, a causa di un problema ai muscoli addominali. Arriva quindi poco preparata al secondo Grande Slam, il Roland Garros, torneo nel quale si ferma ai quarti contro la russa Anastasija Myskina. La sua prestazione a Wimbledon è deludente, con un secondo turno perso in due tie-break contro la meno quotata Karolina Šprem. Si salva nell'estate americana, arrivando in finale a Stanford, dove si arrende alla connazionale e rivale Lindsay Davenport dopo un match molto equilibrato (7-6 5-7 7-6); è sempre la Davenport a fermarla in semifinale a Los Angeles.
Ad agosto si prospettano due importantissimi eventi: le Olimpiadi di Atene e gli US Open. Venus giunge sino al terzo turno ad Atene, perdendo con un doppio 6-4 dalla francese Mary Pierce. Non supera nemmeno gli ottavi agli US Open, battuta ancora una volta dalla Davenport. Nonostante questa annata non memorabile rientra nella top 10, posizionandosi al n.9 della classifica WTA.

#### 2005: terzo Wimbledon
Venus continua a non convincere, nemmeno agli Australian Open: esce solamente al quarto turno contro la n.12 del mondo Alicia Molik, perdendo 7-5 7–6(3). Si presenta come testa di serie n.2 al torneo di Anversa, ma cede all'ultimo atto alla francese Amélie Mauresmo (4-6 7-5 6-4). La sconfitta al primo turno a Dubai contro Silvia Farina Elia suscita delusione, mentre invece fa ben sperare la semifinale a Miami, dove batte Serena ai quarti, ma perde contro Marija Šarapova per 6-4 6-3. Seguono due mesi sottotono, fino ad arrivare a metà maggio, periodo in cui si colloca la sua prima vittoria del 2005, quella sulla terra rossa di Istanbul, imponendosi con un netto 6-3 6-2 su Nicole Vaidišová. Tuttavia questo si rivela un fuoco di paglia, in quanto delude le aspettative, subendo una clamorosa sconfitta al terzo turno per mano della 15enne kazaka Sesil Karatančeva, n.93 della classifica, al Roland Garros.
Questa "parabola discendente" si arresta il 21 giugno, giorno in cui torna a vincere il suo terzo Wimbledon: in semifinale batte la detentrice del titolo Marija Šarapova (7-6 6-1), quindi porta a casa il trofeo a discapito dell'eterna rivale Lindsay Davenport nella finale femminile più lunga della storia (2 ore e 45 minuti), salvando un match point sul 5-4 del terzo set e chiudendo per 4-6 7–6(4) 9-7.
Tuttavia questa rimane una stagione molto travagliata per Venus, costellata da continue influenze (tanto gravi da farle saltare i tornei di Stoccolma e Tokyo) e da un infortunio piuttosto grave al ginocchio sinistro (a causa del quale salta una gran quantità di tornei, compresi i Tier I di Zurigo e Filderstadt): questi problemi l'allontanano dal circuito per quasi tutta la seconda parte dell'anno. Nonostante ciò, durante la stagione sul cemento americano pre-US Open, riesce a ottenere una finale a Stanford, dove batte la serba Jelena Janković e la svizzera Patty Schnyder, rispettivamente ai quarti e in semifinale, ma perde all'ultimo atto contro Kim Clijsters. L'ultimo torneo giocato dall'americana sono gli US Open: dopo essersi imposta su Serena al quarto turno si ferma ai quarti di finale per mano ancora una volta della Clijsters (6-1 al terzo, dopo essere stata in vantaggio per 6-4 4-2). Conclude l'anno con un insperato decimo posto nel ranking WTA.

#### 2006
L'inizio della stagione è da dimenticare per Venus, che esce al primo turno agli Australian Open per mano di Cvetana Pironkova (9-7 al terzo); sono ancora gli infortuni che le impediscono di giocare: questa volta è un problema al gomito e al polso destro a farle saltare gli importanti tornei di Anversa e Dubai (Tier II) e di Miami e Charleston (Tier I).

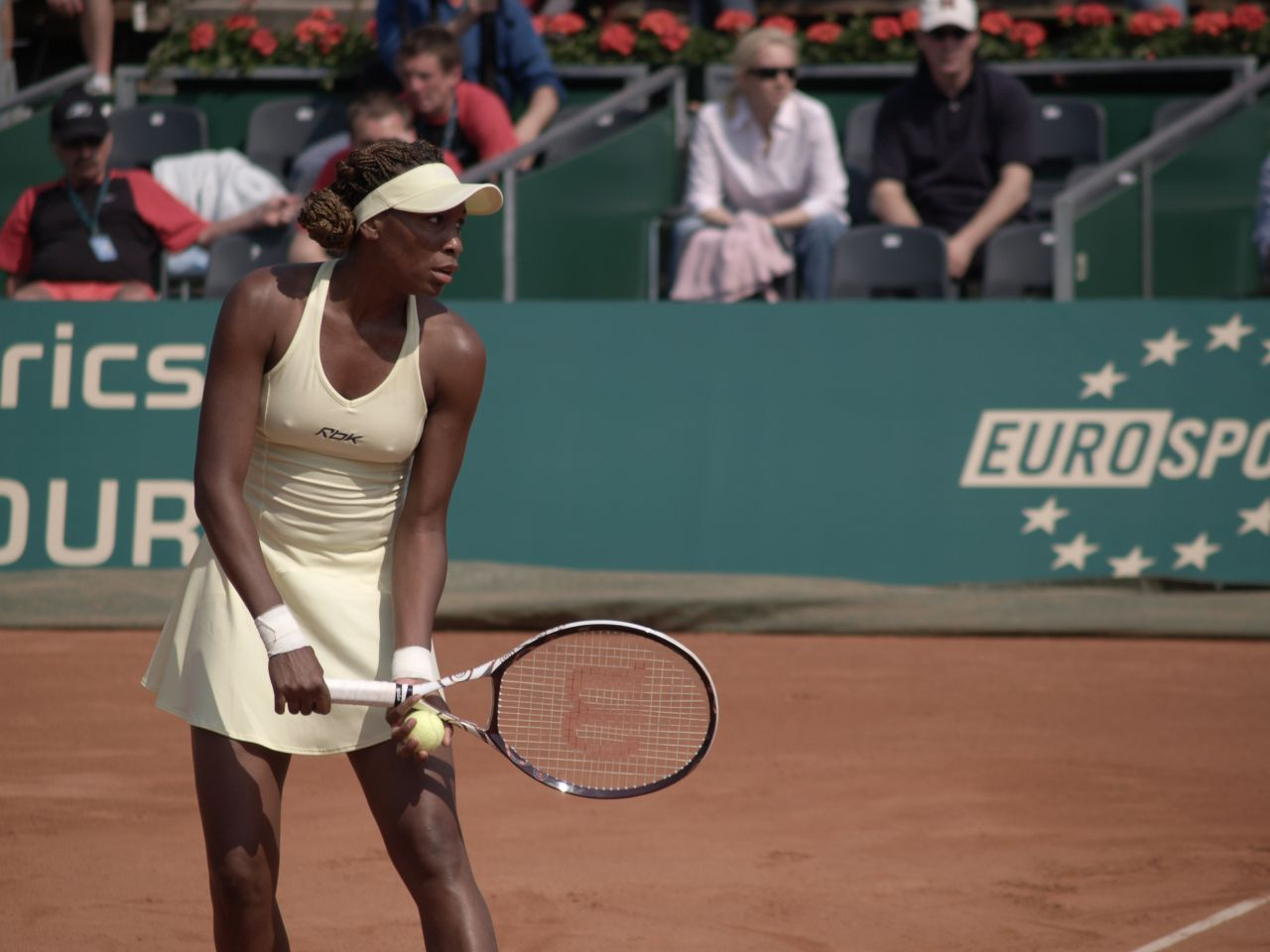
Venus al Warsaw Open nel 2006

Ritorna appena in tempo per la parte di stagione sulla terra rossa; si riscatta grazie a dieci vittorie su tredici, grazie alle quali arrivano i quarti di finale a Varsavia (battuta da Svetlana Kuznecova), la semifinale a Roma (fermata da Martina Hingis per 0-6 6-3 6-3) e soprattutto i quarti di finale al Roland Garros (6-7 6-1 6-3 a vantaggio di Nicole Vaidišová). Le gioie finiscono qui, in quanto a Wimbledon viene eliminata al terzo turno dalla serba Jelena Janković: è la prima volta dal 1997 che nessuna delle sorelle Williams raggiunge la seconda settimana ai Championships (Serena non ha partecipato a causa di un infortunio al ginocchio sinistro). Venus difendeva il titolo, ma perdendo così presto perde vertiginosamente posizioni in classifica. Rende meno doloroso questo momento la finale nel doppio misto, raggiunta insieme a Justin Gimelstob, ma persa contro la coppia formata dall'israeliano Andy Ram e la russa Vera Zvonarëva.
L'americana, perseguitata dagli infortuni, non partecipa alla stagione sul cemento americano e nemmeno agli US Open a causa di un problema al polso sinistro. Prova a rientrare alla fine di settembre in Lussemburgo, ma esce subito al secondo turno per mano di Agnieszka Radwańska. Si ritira anche dai tornei di Stoccarda e Mosca sempre per il polso sinistro. Precipita inesorabilmente alla 48ª, chiudendo l'anno senza avere vinto un torneo per la prima volta dal 1997.

### 2007 - 2010: la rinascita

#### 2007: quarto Wimbledon
Il 2007 sembra seguire l'anno precedente: infatti il problema al polso sinistro non le permette di partecipare agli Australian Open e le fa saltare tutto il mese di gennaio. A febbraio ritorna molto più forte di prima, aggiudicandosi il suo trentaquattresimo titolo WTA a Memphis grazie al netto successo in finale contro l'israeliana Shahar Peer.
Arriva qualche buon risultato che le fa migliorare il ranking (a inizio anno era la numero 54 delle classifiche): i quarti di finale ad Amelia Island e a Varsavia e la semifinale sulla terra verde del Tier I di Charleston persa contro la serba Jelena Janković le garantiscono comunque un posto tra le prime trenta del mondo, il 27º per l'esattezza. Tuttavia delude le aspettative di una rinascita con il terzo turno al Roland Garros, dove viene fermata ancora una volta dalla Janković 6-4 4-6 6-1.

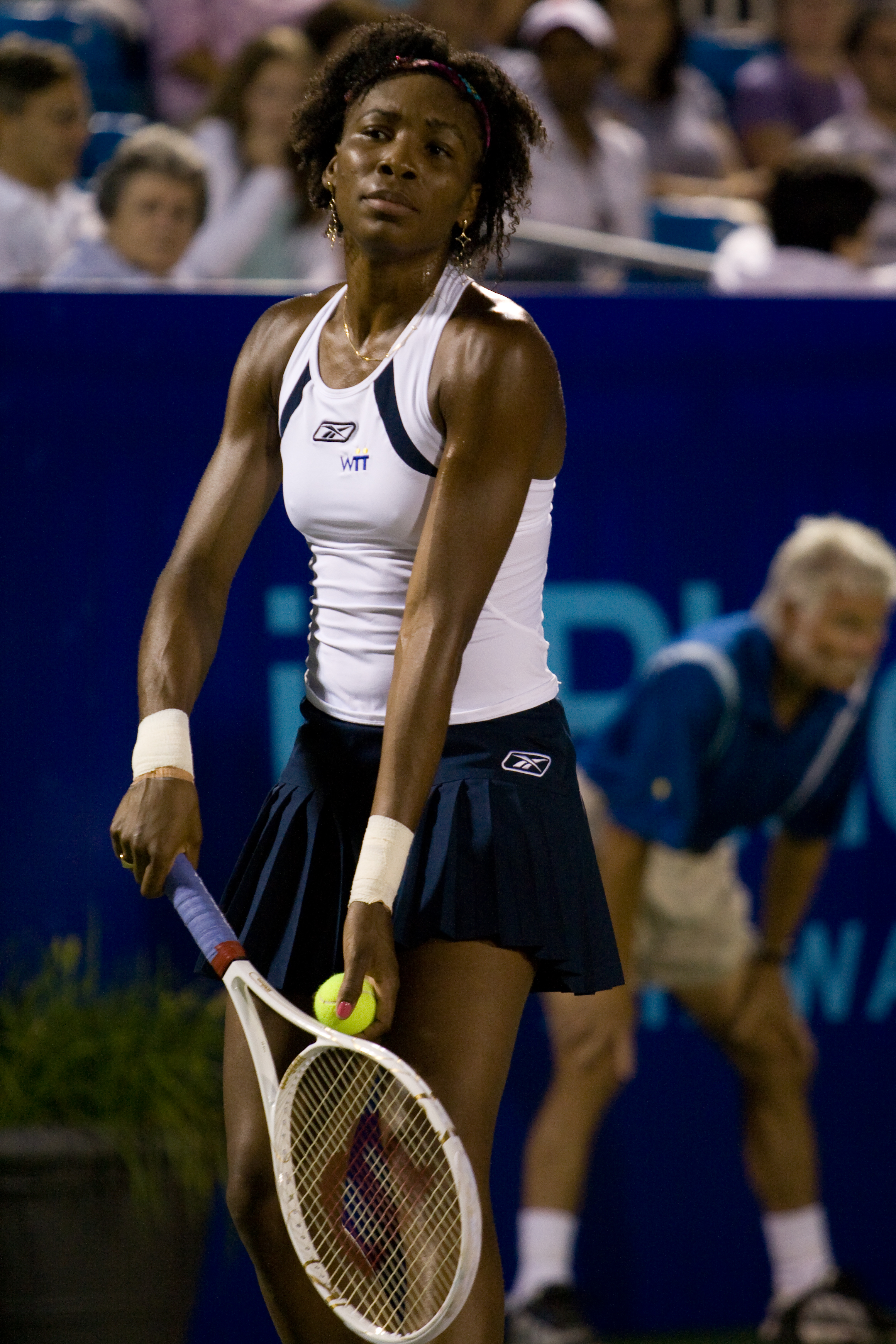
Venus al WTT del 2007

Come spesso è accaduto nei momenti più difficili nella carriera di Venus è a Wimbledon che si rifà degli insuccessi precedenti. Ai Championships l'americana, dopo avere superato i primi tre turni perdendo solo due set, ottiene un filotto di successi importantissimi senza mai concedere un set: agli ottavi si impone senza problemi sulla testa di serie n.2 Marija Šarapova (6-1 6-3), poi rifila un netto 6-3 6-4 alla russa Svetlana Kuznecova nei quarti, mentre sbaraglia in semifinale Ana Ivanović con il punteggio di 6-2 6-4. Si aggiudica con facilità la finale sconfiggendo la sorpresa Marion Bartoli per 6-4 6-1: è il suo sesto titolo dello Slam, il quarto a Wimbledon. Inoltre Venus, partita come n.31 del ranking e testa di serie del torneo n.23, è la tennista con ranking e seeding più basso a conquistare il torneo di Londra. Grazie a questa vittoria Venus rientra nella top 20 della classifica, arrivando al 16º posto del ranking.
Non gioca molto durante l'estate sul cemento americano, partecipando solamente al torneo di San Diego, in California: qui arriva facilmente ai quarti di finale, lasciando le briciole alle rivali, ma si deve arrendere, dopo avere sprecato un match point nel secondo set, alla russa Anna Čakvetadze per 6(5)–7 7–6(3) 6-2.
Non arriva dunque preparatissima agli US Open, dove tuttavia sfoggia un tennis fantastico: superati agilmente i primi due turni (rispettivamente contro l'ungherese Kira Nagy e la rumena Ioana Raluca Olaru), sconfigge senza troppi problemi anche la n.21 del seeding Al'ona Bondarenko con un netto 6-1 6-2, arrivando così al quarto turno. Qui ad attenderla è la n.5 del mondo Ana Ivanović, ma anche lei viene spazzata da Venus in due set (6-4 6-2); molto più combattuto, invece, è il quarto di finale che vede contrapposte l'americana e la serba Jelena Janković. Venus, sotto di un set, si riprende arrivando al tie-break del terzo set, vinto per 7 a 4, e arriva così un'altra semifinale di uno slam (la quindicesima); tuttavia Venus viene sconfitta in due lottatissimi set dalla belga Justine Henin (che aveva battuto ai quarti Serena), futura vincitrice del torneo, con il punteggio di 7–6(2) 6-4.
Questo risultato le permette di entrare nelle prime 10, arrivando alla nona posizione mondiale. Alla fine di settembre partecipa al torneo di Seul e lo domina facilmente battendo in semifinale Flavia Pennetta con un doppio 6-2 e la russa Marija Kirilenko in finale (6-3 1-6 6-4). Ottiene così il 36º torneo della carriera. Prosegue il suo periodo di forma: arriva in finale al Japan Open Tennis Championships, dove tuttavia viene sconfitta inaspettatamente dalla n.33 del mondo Virginie Razzano, che riesce a salvare ben tre match point nel tie-break e a vincere al terzo set (4-6 7-6 6-4). L'ultimo torneo a cui prende parte Venus è a Bangkok, dove perde in semifinale contro Flavia Pennetta per 6-4 7–6(8). Pur essendo entrata al Master di fine anno la Williams non vi partecipa a causa di un malore fisico.
Termina l'anno della rinascita all'ottavo posto in graduatoria, compiendo un gran balzo in avanti dalla 54ª posizione di inizio anno.

#### 2008: quinto Wimbledon e oro olimpico in doppio
L'anno inizia con l'arrivo ai quarti di finale (dove non arrivava dal 2003) agli Australian Open, sconfitta 7–6(3) 6-4 dalla n.3 Ana Ivanović, e con i quarti anche nel doppio con Serena, battute dalla coppia cinese Yan Zi e Jie Zheng. Dopo due sconfitte a Doha (al terzo turno) e a Memphis (al primo turno) raggiunge la prima semifinale dell'anno a Bangalore, dove viene fermata da Serena (che non incontrava dal 2005) per 6-3 3-6 7–6(4) in un match molto equilibrato, dove non ha concretizzato un match point sul 6-5 del terzo set. Raggiunge i quarti anche a Key Biscayne, battuta con un doppio 6-4 da Svetlana Kuznecova.
Dopo avere saltato tutto aprile partecipa al torneo di Roma, dove arriva fino ai quarti, sconfitta dalla n.4 Jelena Janković 5-7 6-2 6-3.
Il secondo Slam dell'anno si rivela un fallimento totale: infatti Venus al Roland Garros non supera il terzo turno, fermata dall'italiana Flavia Pennetta con il punteggio di 7-5 6-3.

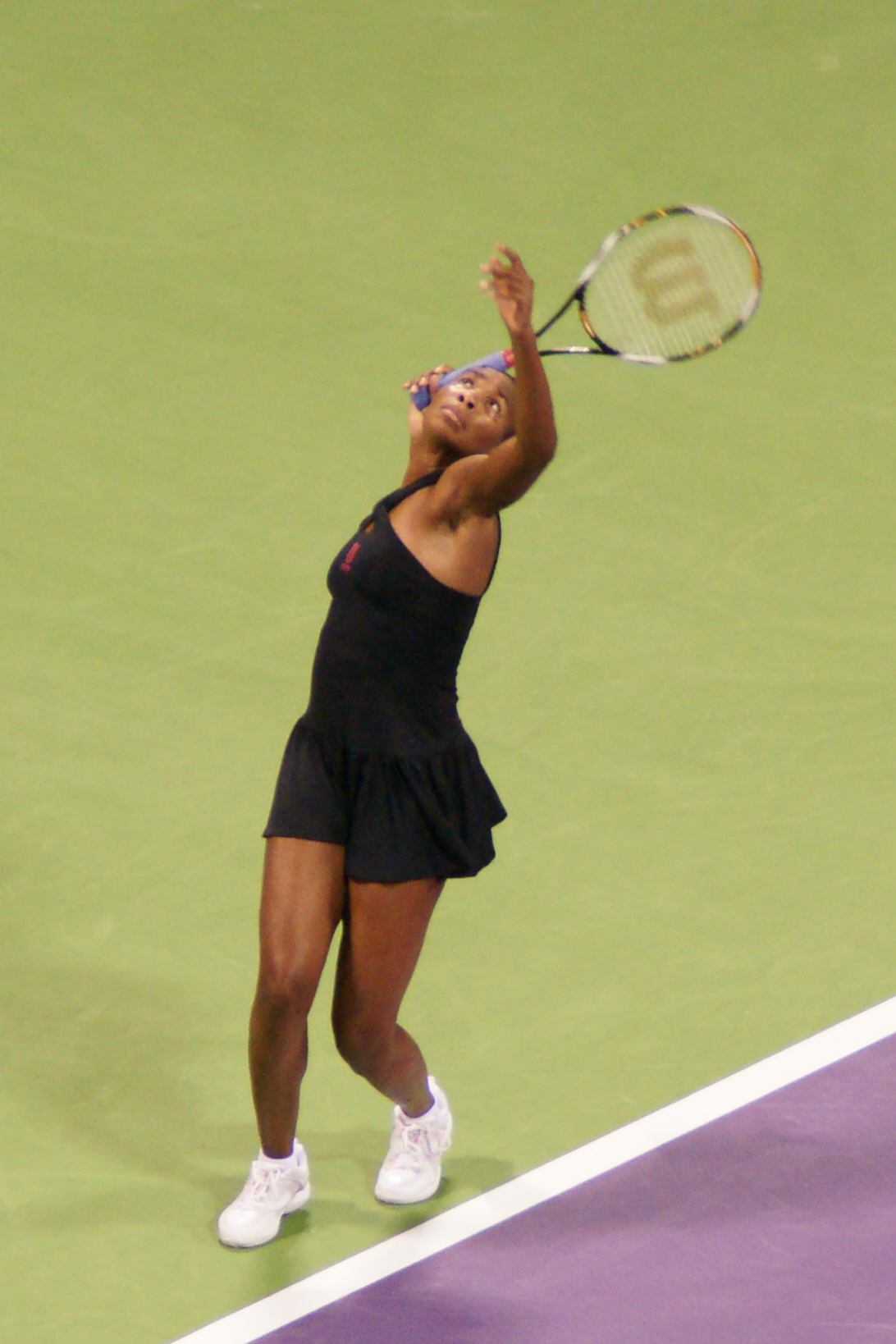
Venus al WTA Tour Championships nel 2008

Riemerge ancora una volta a Wimbledon, dove era chiamata a difendere il titolo dell'anno precedente: trionfa ai Championships senza perdere nemmeno un set, nemmeno con Elena Dement'eva in semifinale (6-1 7-6), né con Serena in finale, battuta 7-5 6-4. È il quinto titolo per lei sull'erba di Wimbledon. Inoltre in doppio arriva il settimo Slam, il terzo qui a Londra, con Serena, insieme alla quale domina la finale contro Lisa Raymond e Samantha Stosur con un sonoro 6-2 6-2.
Si presenta alle Olimpiadi di Pechino con la testa di serie n.7, ma viene sconfitta ai quarti di finale dalla beniamina di casa Li Na in due set molto lottati (7-5 7-5). Tuttavia ottiene l'oro insieme a Serena per la seconda volta dopo i giochi del 2000 nella specialità del Tennis ai Giochi della XXIX Olimpiade - Doppio femminile, travolgendo in finale la coppia spagnola formata da Anabel Medina Garrigues e Virginia Ruano Pascual con il punteggio molto netto di 6-2 6-0.
Agli US Open gioca una delle partite più belle e combattute contro sua sorella Serena: dopo avere superato i primi turni in maniera piuttosto agevole (concedendo non più di cinque game a partita) le due si scontrano ai quarti. Lì danno vita a una partita di straordinaria intensità, conclusasi in due tie-break a favore di Serena, senza comunque rimpianti di Venus (che è stata in vantaggio di un break sia nel primo, sia nel secondo set, avanti di mini-break nei due tie-break e con set-point nel secondo).
A Stoccarda Venus raggiunge la sua terza semifinale stagionale, battendo per la prima volta nell'anno una top 3 ai quarti di finale, cioè Dinara Safina, ma perdendo contro Jelena Janković in semifinale (6-7 7-5 6-2). Dopo il primo turno della Kremlin Cup (sconfitta da Flavia Pennetta) ottiene il 38º titolo della carriera a Zurigo, eliminando in semifinale la testa di serie n.2 Ana Ivanović e in finale Flavia Pennetta con il punteggio di 7–6(1) 6-2; grazie a questo successo l'americana si assicura un posto tra le prime otto per i WTA Championships di Doha.
Proprio ai WTA Tour Championships Venus gioca uno dei migliori tornei in carriera: infatti riesce a vincere tutti gli incontri del Round Robin, in cui sconfigge Dinara Safina, sua sorella Serena ed Elena Dement'eva, per poi eliminare in semifinale la Janković e in finale Vera Zvonarëva con il punteggio di 6-7 6-0 6-2. È il primo trionfo di Venus al Master di fine anno, grazie al quale raggiunge la sesta posizione mondiale.

#### 2009
Il primo Slam dell'anno si rivela un fallimento per l'americana: infatti a Melbourne Venus clamorosamente non supera il secondo turno, eliminata dalla n.46 del mondo Carla Suárez Navarro con il punteggio di 2-6 6-3 7-5 e non senza rimpianti, avendo avuto un vantaggio di 5-2 nel terzo set e, addirittura, un match point sul 5-4; riesce, tuttavia, a conquistare il terzo titolo in doppio, insieme a Serena, con la quale sbaraglia la coppia formata da Daniela Hantuchová e Ai Sugiyama. Archiviata la brutta delusione australiana Venus si riscatta subito ottenendo due successi.Il primo arriva nel torneo premier di Dubai, in cui si sbarazza facilmente della n.4 Elena Dement'eva ai quarti, lotta con la sorella Serena (7-6 al terzo) in semifinale e domina la finale contro Virginie Razzano (6-4 6-2); il secondo trionfo lo ottiene sulla sua superficie meno preferita, sulla terra rossa di Acapulco, dove scardina agevolmente le difese di Flavia Pennetta in finale. Il periodo positivo continua con la semifinale di Key Biscayne, persa contro Serena in un match molto combattuto, terminato 6-3 al terzo. Grazie a questi successi nel marzo del 2009, dopo sei anni di assenza, ritorna tra le prime cinque giocatrici del mondo.

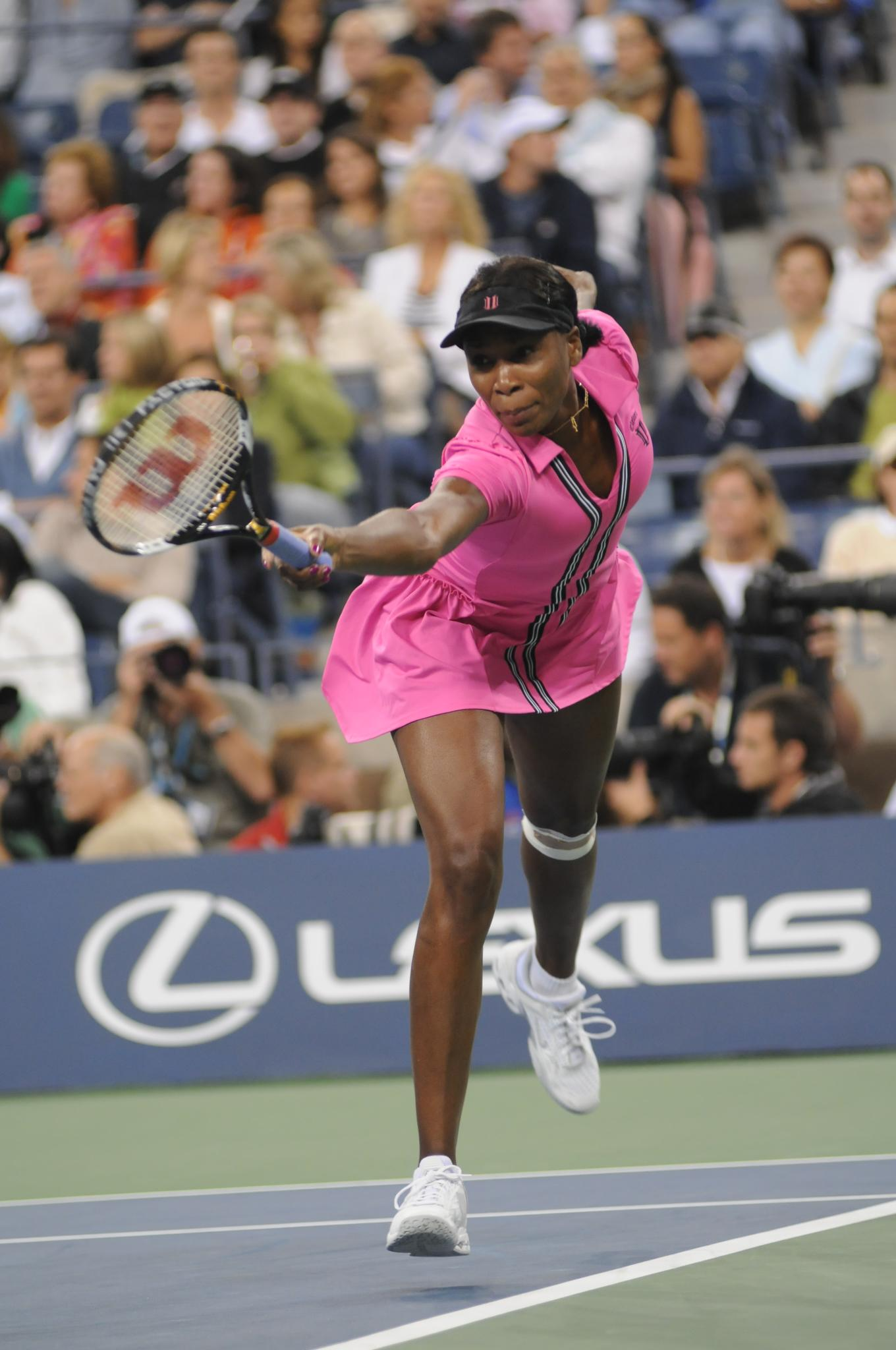
Venus agli US Open 2009

La stagione sulla terra si apre con la sconfitta al terzo turno a Charleston (contro Sabine Lisicki), compensata in parte dall'ottima prestazione a Roma, dove raggiunge la semifinale, persa contro la russa Dinara Safina: questo buon risultato la colloca, l'11 maggio, al terzo posto della classifica mondiale, posizione che non occupava dal giugno del 2003. Presentatasi come terza testa di serie al Roland Garros delude le aspettative, fermandosi solo al terzo turno, battuta con un severo punteggio dall'ungherese Ágnes Szávay; le cose non vanno meglio in doppio, in quanto le due sorelle vengono sconfitte ancora al terzo turno da Bethanie Mattek-Sands e Nadia Petrova.
Il 4 luglio 2009 gioca per la terza volta consecutiva (l'ottava complessiva) la finale di Wimbledon e, pur avendo disputato un ottimo torneo mostrando il suo miglior tennis (sconfigge persino la n.1 del mondo Dinara Safina lasciandole un solo game in semifinale), viene fermata all'ultimo atto da Serena per 7–6(3) 6-2. Si consola dopo qualche ora vincendo per la quarta volta, la seconda consecutiva in coppia con la sorella, il doppio del prestigioso torneo londinese: battute in finale le australiane Stosur e Stubbs per 7–6(4) 6-4.
Sul cemento americano arriva una semifinale a Stanford, dove annichilisce la n.3 del mondo Elena Dement'eva, per poi perdere in finale contro la francese Marion Bartoli in un match molto tirato (6-4 al terzo); nonostante ciò riesce comunque ad aggiudicarsi il titolo in doppio, battendo insieme a Serena la coppia formata da Chan Yung-jan e Monica Niculescu, 6-4 6-1. Si dimostra non un granché il prosieguo dell'estate a stelle e strisce, con un terzo turno a Cincinnati e un secondo turno a Toronto (sconfitta rispettivamente da Flavia Pennetta e Kateryna Bondarenko). Agli US Open si presenta comunque come una delle favorite: si ferma però agli ottavi, battuta dalla belga ex n.1 appena rientrata dal ritiro Kim Clijsters con il rocambolesco punteggio di 6-0 0-6 6-4. Come spesso le è capitato in carriera Venus si riprende in doppio, conquistando il decimo titolo Slam (il sedicesimo totale), il secondo a Flushing Meadows: con la sorella travolge la coppia formata da Cara Black e Liezel Huber con un secco 6-2 6-2. Grazie a questo successo le due Williams entrano per la prima volta nella top 3 di doppio, passando dalla nona alla terza posizione nel ranking (infatti le sorelle avevano un quinto posto come best ranking di doppio).
Termina la stagione disputando il WTA Tour Championships a Doha, torneo in cui giunge in finale e perde 6-2 7–6(4) per mano della sorella Serena. Con questo risultato Venus figura al sesto posto nella classifica di singolare di fine anno.

#### 2010
Il 2010 sembra cominciare bene per lei agli Australian Open, ma dopo quattro partite vinte senza troppi patemi (contro Lucie Šafářová, Sybille Bammer, Casey Dellacqua e Francesca Schiavone) perde ai quarti contro la rivelazione Li Na per 2-6 7–6(4) 7-5, riscattandosi nel doppio, che vince con la sorella Serena (6-4 6-3 in finale a Cara Black e Liezel Huber). Si aggiudica il torneo di Dubai senza perdere un set, battendo la Azaranka in finale 6-2 7-5. Ad Acapulco è numero 1 del seeding e da favorita vince il torneo (2-6 6-2 6-3 contro Polona Hercog in finale). A Miami arriva in finale, battuta nettamente da Kim Clijsters 6-2 6-1. Si ferma ai quarti al torneo di Roma (6-0 6-1 da Jelena Janković), mentre perde in finale a Madrid (6-2 7-5 contro Aravane Rezaï). Nella capitale spagnola, in coppia con la sorella, vince il torneo di doppio (6-2 7-5 in finale contro Gisela Dulko e Flavia Pennetta).
Al Roland Garros supera Patty Schnyder, Arantxa Parra Santonja e Dominika Cibulková prima di perdere sorprendentemente al quarto turno contro la rediviva Nadia Petrova per 6-4 6-3, ma ancora una volta vince il torneo di doppio, sempre in coppia con Serena (6-2 6-3 in finale contro Květa Peschke e Katarina Srebotnik).

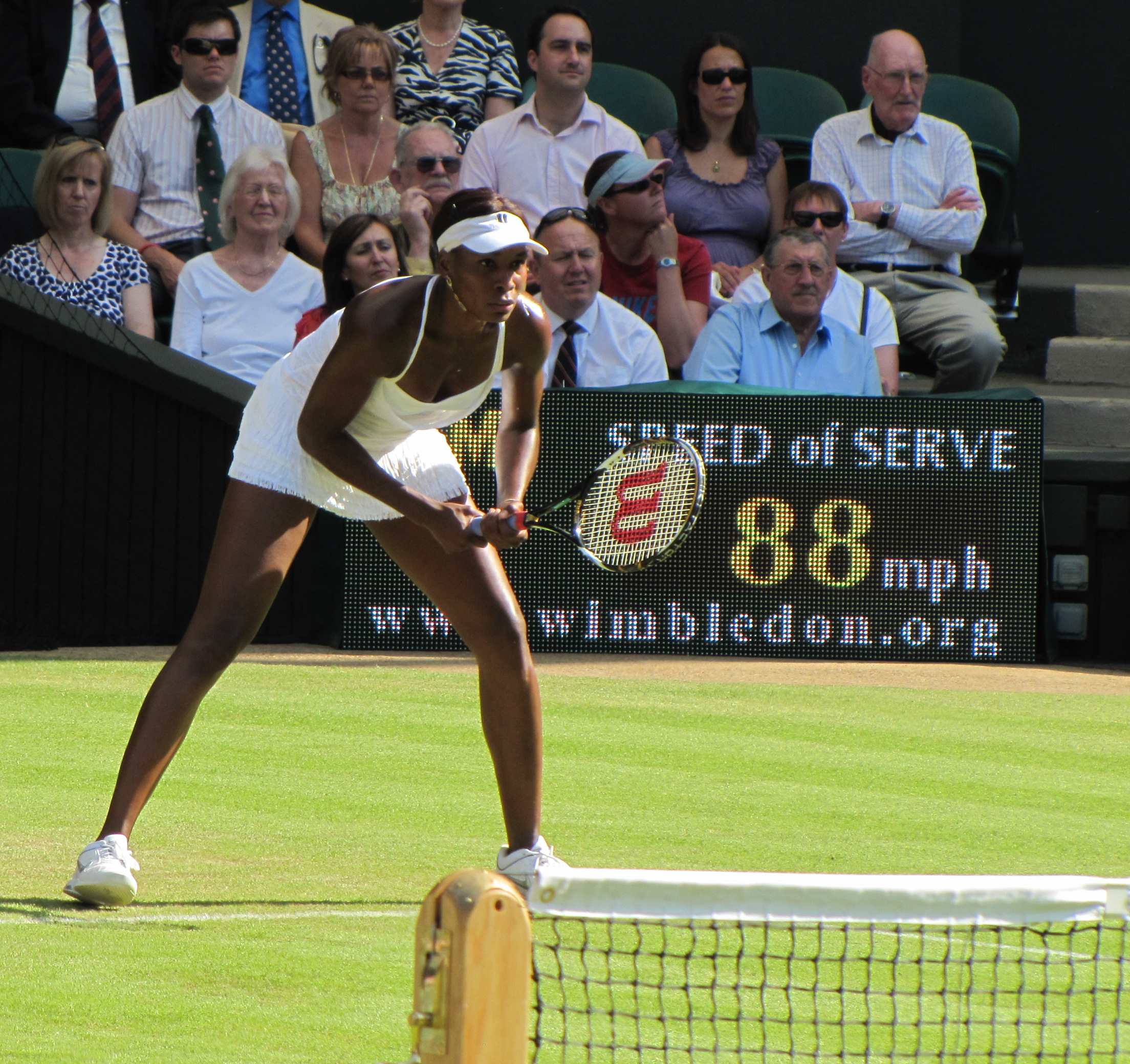
Venus a Wimbledon nel 2010

A Wimbledon per lei è una doppia delusione: dopo un percorso netto contro Rossana de los Ríos, Ekaterina Makarova, Alisa Klejbanova e Jarmila Gajdošová viene eliminata ai quarti da Cvetana Pironkova per 6-2 6-3 e si ferma sempre ai quarti in doppio contro le russe Elena Vesnina e Vera Zvonarëva per 3-6 6-3 6-4. Nonostante questo risultato parzialmente negativo sull'erba londinese dal 7 giugno è numero 3 del ranking femminile e numero 1 di quello di doppio.
Un infortunio al ginocchio sinistro la costringe a saltare tutti i tornei estivi. Torna a giocare agli US Open, ma solo in singolare. Nonostante i due mesi di pausa forzata Venus inanella una serie di vittorie per 2-0 superando una dopo l'altra Roberta Vinci, Rebecca Marino, Mandy Minella, Shahar Peer e la vincitrice del Roland Garros Francesca Schiavone. In semifinale però l'americana deve arrendersi alla detentrice del titolo e futura vincitrice del torneo Kim Clijsters in tre set: 4-6 7–6(2) 6-4.
Quello americano resta l'ultimo evento a cui Venus prende parte nella stagione 2010, infatti il ginocchio continua a tormentarla e la costringe a rinunciare sia al WTA Tour Championships, per il quale era qualificata come testa di serie numero cinque, sia alla finale di Fed Cup contro l'Italia a San Diego.
A fine anno Venus Williams è quinta nella classifica di singolare e undicesima in quella di doppio.

### 2011 - 2012: la sindrome di Sjögren e il ritorno al tennis

#### 2011

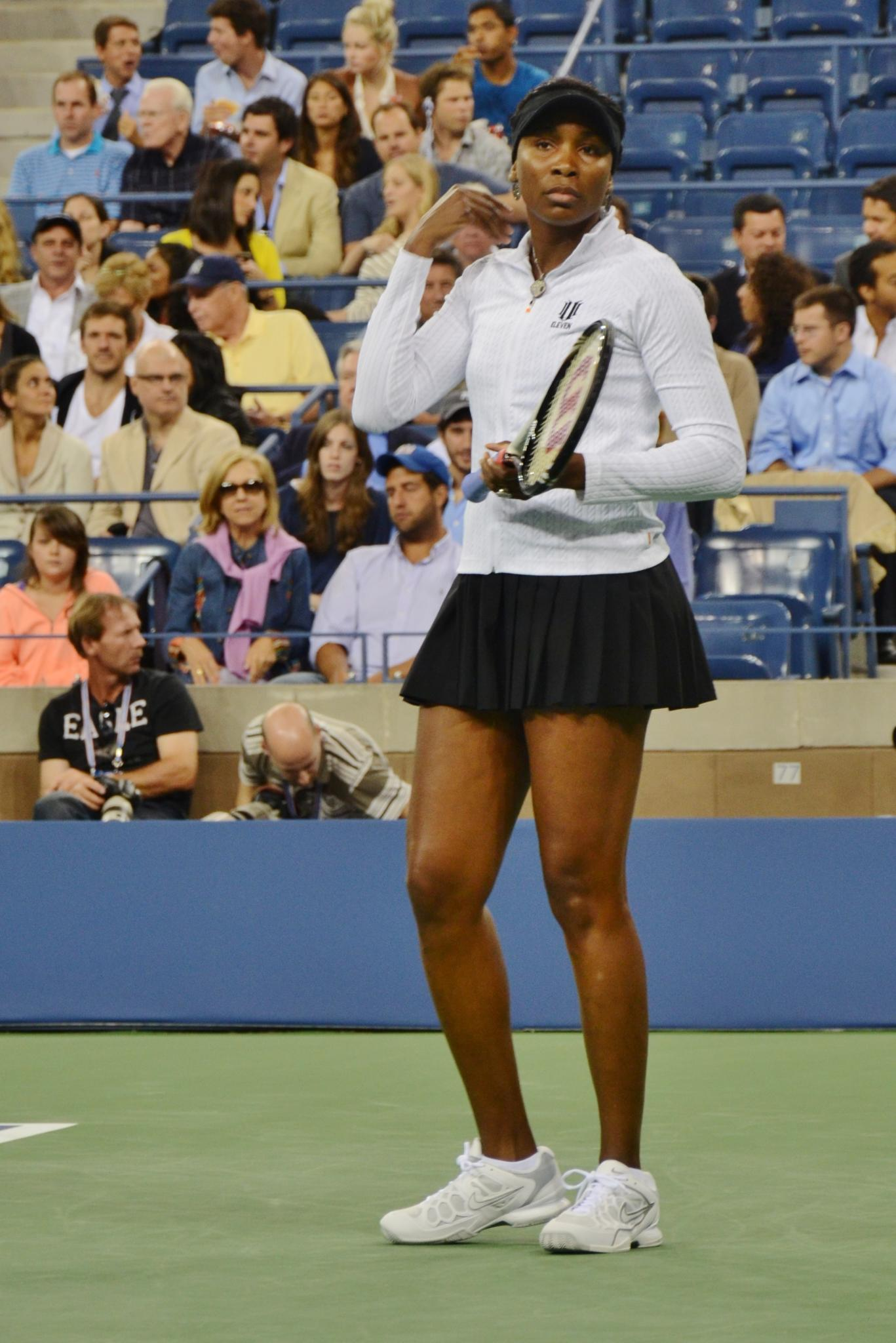
Venus agli US Open nel 2011

La stagione inizia all'Hong Kong Tennis Classic, dove Venus difende i colori del team delle Americhe assieme a Melanie Oudin e John McEnroe. Nei suoi due incontri di esibizione viene battuta sia da Vera Zvonarëva che da Li Na. Al primo torneo del Grande Slam dell'anno, gli Australian Open, elimina Sara Errani e Sandra Záhlavová, ma è costretta a ritirarsi durante l'incontro del terzo turno contro Andrea Petković per un problema muscolare all'anca. Per la Williams si tratta del primo ritiro in carriera durante una partita di un torneo del Grande Slam.
L'infortunio è più grave del previsto e la obbliga a saltare la prima parte della stagione, Roland Garros compreso. Il forfait di Venus si aggiunge a quello di Serena, dovuto a un'embolia polmonare, e così per la prima volta dal 2003 si gioca un torneo del Grande Slam senza nessuna delle due sorelle americane in tabellone.
Dopo cinque mesi di inattività Venus torna a giocare a Eastbourne da numero 33 del mondo e perde ai quarti contro Daniela Hantuchová 6-2 5-7 6-2. È la prima volta che Venus Williams viene sconfitta dalla slovacca in undici confronti diretti.
Nel tabellone di Wimbledon entra con il numero 23 di seeding e supera Akgul Amanmuradova, Kimiko Date-Krumm (6(6)–7 6-3 8-6 in quasi tre ore di gioco) e María José Martínez Sánchez. Al quarto turno, però, cede 6-2 6-3 alla bulgara Cvetana Pironkova.
Dopo avere saltato per intero gli US Open Series a causa di una malattia virale Venus partecipa agli US Open da numero 36 del mondo. Al primo turno batte la serba Vesna Dolonc, ma rinuncia a giocare la seconda partita del torneo, che la vedrebbe opposta a Sabine Lisicki. La causa di questo forfait è la diagnosi di una malattia autoimmune reumatica, che le toglie energia, affaticandola e causandole dolori alle articolazioni: la sindrome di Sjögren. Per la prima volta nella sua carriera Venus non raggiunge i quarti di finale di un torneo del Grande Slam.
Per il resto della stagione la Venere Nera non prende parte a nessun altro torneo. Gioca solo alcuni match esibizione tra novembre e dicembre: contro sua sorella Serena in Colombia, contro Francesca Schiavone e Flavia Pennetta in Italia e contro Viktoryja Azaranka nell'isola di Barbados.
Conclude l'anno alla posizione 103 della classifica WTA. Dal 1997 in poi mai aveva terminato la stagione agonistica fuori dalle prime 50 del mondo.

#### 2012: terzo oro olimpico in doppio
La malattia la costringe a saltare i tornei della stagione australiana e l'Australian Open. Di conseguenza precipita oltre la posizione 130 in classifica. All'inizio di febbraio gioca in Fed Cup un incontro di doppio con Liezel Huber contro le bielorusse Dar'ja Kustova e Nastas'sja Jakimava. Le americane vincono 6-1 6-2. Il primo match di singolare dell'anno lo gioca a Miami contro Kimiko Date-Krumm vincendo 6-0 6-3. In Florida arriva fino ai quarti, dove viene eliminata da Agnieszka Radwańska con un pesante 6-4 6-1. Grazie a questa discreta prestazione all'inizio di aprile torna nella top 100, precisamente al posto numero 87. Si ripete a Charleston, dove ai quarti viene battuta dalla numero 2 del seeding Samantha Stosur 6-3 4-6 6-3. Nei tornei europei sulla terra battuta riprende maggiore confidenza con il tennis giocato e inizia a recuperare posizioni nel ranking WTA. A Madrid perde 6-4 6-1 al secondo turno da Angelique Kerber, mentre a Roma giunge fino ai quarti dove Marija Šarapova, poi vincitrice del torneo, le impone lo stop superandola 6-4 6-2.

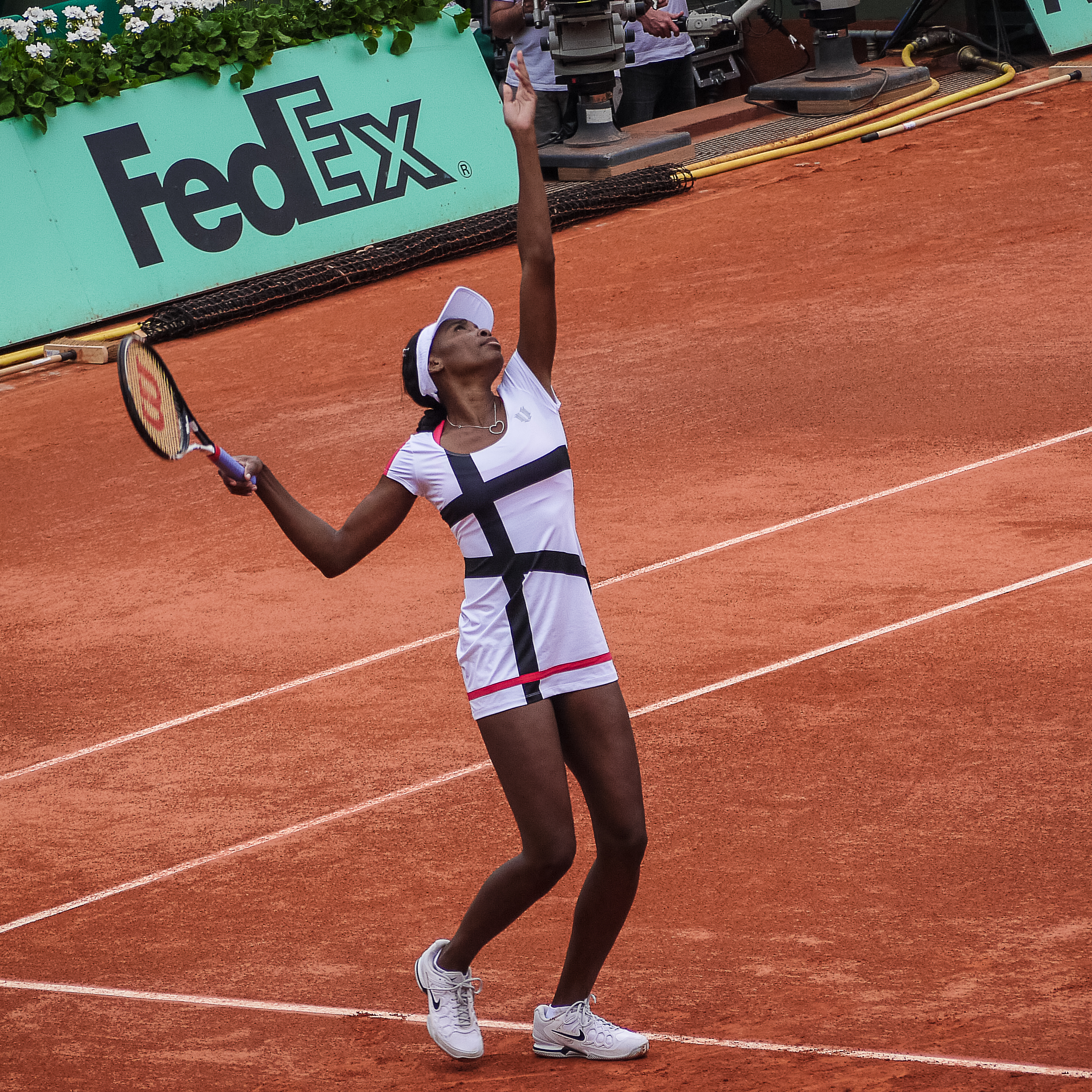
Venus al Roland Garros nel 2012

Gioca il primo torneo del Grande Slam della stagione a Parigi dove, accreditata con la posizione numero 53 al mondo batte l'argentina Paula Ormaechea, ma non si spinge oltre il secondo turno, sconfitta 6-2 6-3 da Agnieszka Radwańska.
A Wimbledon per la prima volta dal 1997 non è tra le teste di serie e perde al primo turno 6-1 6-3 contro Elena Vesnina. Nel doppio però, assieme a sua sorella, si aggiudica il trofeo superando in finale le ceche Andrea Hlaváčková e Lucie Hradecká 7-5 6-4. Per le Williams si tratta del quinto torneo di doppio vinto sull'erba londinese nella loro lunga carriera.
Alla fine di luglio sono in programma le Olimpiadi di Londra e Venus, già plurimedagliata in questo importante evento, vi partecipa sia nel torneo di singolare che in quello di doppio. A livello individuale sconfigge Sara Errani e la canadese Aleksandra Wozniak prima di arrendersi al cospetto di Angelique Kerber, che fa suo un match equilibratissimo deciso da due tie-break (7–6(5) 7–6(5)). Nel torneo di doppio, invece, conquista con la sorella Serena la terza medaglia d'oro olimpica in un remake di quella che poco più di un mese prima era stata la finale di Wimbledon: 6-4 6-4 alle ceche Andrea Hlaváčková e Lucie Hradecká.
A Cincinnati Venus riceve una wild card ed è protagonista di un buon torneo. Supera due delle prime dieci giocatrici al mondo (Sara Errani e Samantha Stosur) e si inchina in semifinale a Li Na in tre set (7-5 3-6 6-1). Gli US Open sono invece amari: nel singolare Venus elimina Bethanie Mattek-Sands ma perde contro Angelique Kerber al secondo turno 6-2 5-7 7-5, mentre nel doppio le Williams cedono 6-1 6-4 al terzo turno alle russe Marija Kirilenko e Nadia Petrova. A Lussemburgo, sconfiggendo in finale la rumena Monica Niculescu 6-2 6-3, Venus torna a vincere un torneo WTA (il 44º in carriera) dopo oltre due anni e mezzo dalla sua ultima affermazione in quel di Acapulco. Con i punti conquistati Venus Williams risale fino alla posizione 24 della classifica WTA. Il 12-12-12 ad Anversa, assieme a Kirsten Flipkens e Amélie Mauresmo, prende parte all'evento "Kim's Thank You Games", un'esibizione con la quale Kim Clijsters celebra il suo addio al tennis.

### 2013
A cavallo tra l'ultima settimana del 2012 e la prima del 2013 Venus prende parte alla Hopman Cup, torneo in cui difende i colori degli Stati Uniti assieme a John Isner. Dopo avere battuto Sudafrica e Francia la compagine americana si arrende alla Spagna, futura vincitrice della competizione. Il bilancio di Venus a Perth è comunque positivo: tre vittorie su tre negli incontri di singolare, due su tre in quelli di doppio misto. Due settimane dopo prende parte al suo tredicesimo Australian Open. Entra in tabellone come testa di serie numero 25 e sconfigge agevolmente Galina Voskoboeva e Alizé Cornet, ma nulla può al terzo turno contro Marija Šarapova, che la supera con un severo 6-1 6-3. Nel torneo di doppio, con la sorella Serena, viene eliminata ai quarti di finale dalla coppia italiana formata da Sara Errani e Roberta Vinci, numero 1 del seeding, con il punteggio di 3-6 7–6(1) 7-5. Alla fine di febbraio partecipa alla prima edizione del torneo di tennis di Florianópolis, nuovo evento International del WTA Tour 2013. Venus, accreditata come testa di serie numero 1 del tabellone, viene sconfitta in semifinale dalla russa Ol'ga Pučkova, numero 109 del mondo, per 4-6 6-4 7-5. Al Premier Mandatory di Miami, entrata come testa di serie numero 19, la Williams è costretta al ritiro per un infortunio alla schiena patito prima dell'incontro di terzo turno in programma contro la connazionale Sloane Stephens. A Charleston, nel suo primo torneo stagionale sulla terra battuta, Venus arriva in semifinale, dove perde per 6-1 6-2 contro la sorella Serena. Le due Williams non si affrontavano dal WTA Tour Championships 2009. Nella seconda metà di aprile Venus torna a giocare un incontro di Fed Cup dopo quasi sei anni dalla sua ultima partecipazione in questa competizione e battendo Johanna Larsson 6-3 7-5 porta a casa un punto decisivo per la vittoria degli Stati Uniti contro la Svezia negli spareggi per il Gruppo Mondiale. Agli Internazionali di Roma viene eliminata al primo turno da Laura Robson con il punteggio di 6-3 6-2.

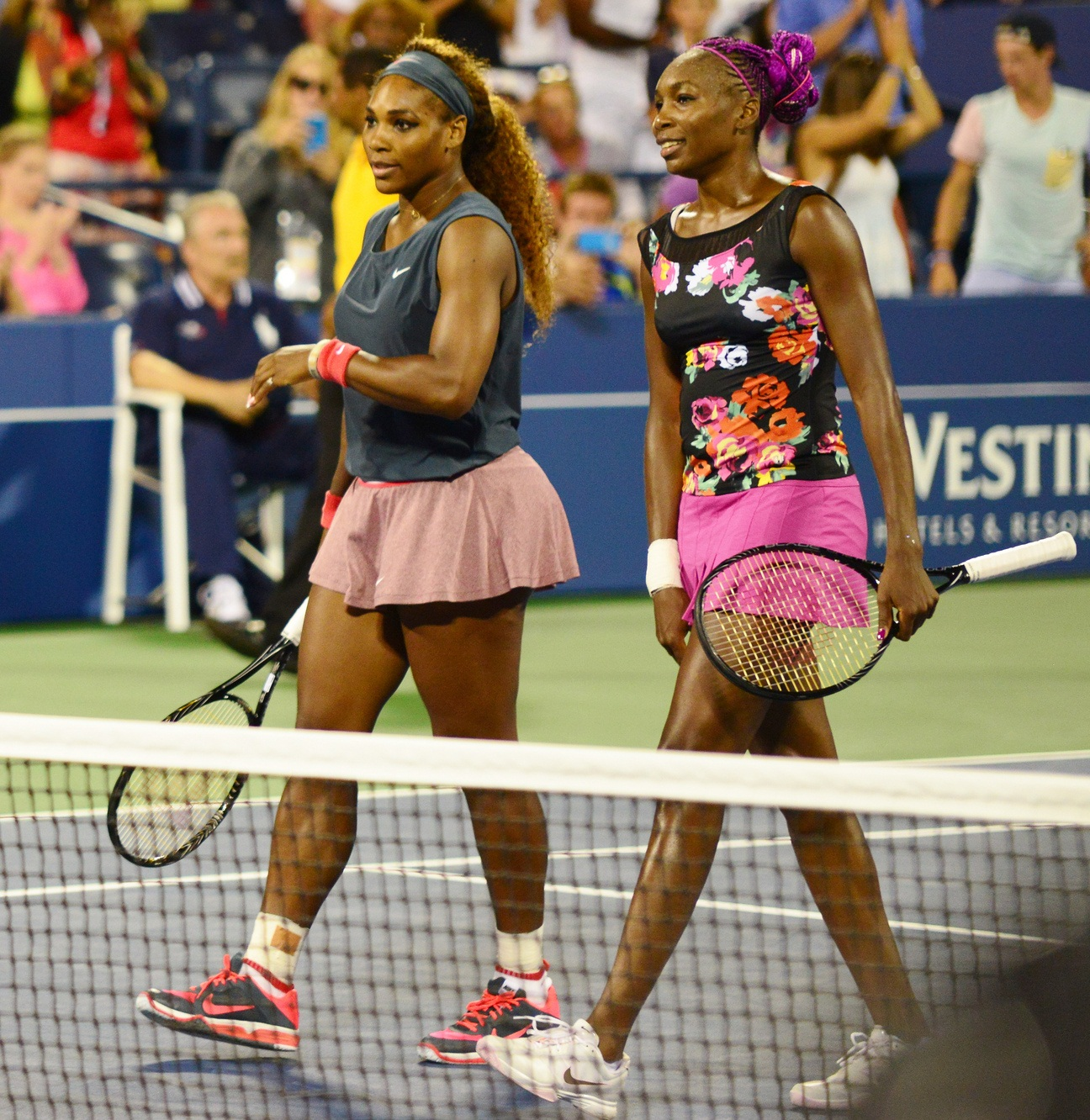
Le sorelle Williams agli US Open 2013

Anche sulla terra parigina del Roland Garros Venus non va oltre il primo turno nel torneo di singolare: dopo una maratona lunga tre ore e 19 minuti si arrende alla polacca Urszula Radwańska per 7–6(5) 6(4)–7 6-4. Nel torneo di doppio, invece, le sorelle Williams, nel tabellone principale grazie a una wildcard, si ritirano ancora prima di scendere in campo per la partita d'esordio contro la coppia formata da Alla Kudrjavceva e Anastasija Rodionova.
Problemi alla schiena costringono Venus a dare forfait a Wimbledon. Dal suo esordio sull'erba londinese datato 1997 è la prima volta che la maggiore delle sorelle Williams salta questo prestigioso torneo.
Dopo una pausa di oltre due mesi Venus torna in campo a Toronto e allunga la serie di sconfitte al primo turno. A estrometterla dal torneo canadese è la belga Kirsten Flipkens, numero 13 del mondo, che si impone in tre set per 0-6 6-4 6-2. A Cincinnati Venus riesce a superare il primo turno, ma viene eliminata al secondo da Elena Vesnina con il punteggio di 6-2 5-7 6-2. Venus, precipitata alla posizione numero 60 della classifica WTA, si sbarazza facilmente di Kirsten Flipkens al primo turno degli US Open, vendicando la sconfitta subita a Toronto tre settimane prima, ma al secondo turno cede alla cinese Zheng Jie, che vince 6-3 2-6 7–6(5) in tre ore e due minuti. Così, per il terzo anno consecutivo, la Venere Nera non riesce a raggiungere il terzo turno dello Slam newyorkese. Nel torneo di doppio le sorelle Williams, non incluse nelle sedici teste di serie, infilano quattro vittorie, battendo tra le altre anche le numero uno al mondo nonché detentrici del titolo Sara Errani e Roberta Vinci 6-3 6-1 in appena 64 minuti, ma in semifinale si arrendono 6-4 6-2 alle ceche Andrea Hlaváčková e Lucie Hradecká, poi vincitrici della competizione.
Al Toray Pan Pacific Open di Tokyo dimostra una buona condizione fisica arrivando a issarsi, a sorpresa, fino alle semifinali, dopo avere regolato al primo turno la tedesca Mona Barthel 6-3, 6,1, al secondo turno la numero due del ranking e prima testa di serie del torneo Viktoryja Azaranka 6-2, 6-4, agli ottavi la romena in grande ascesa Simona Halep per 4-6, 7-6, 6-3 e ai quarti di finale la giovane promessa canadese Eugenie Bouchard 6-3, 6(4)–7, 6-3, fermata solo dalla futura vincitrice del torneo Petra Kvitová al tie break del terzo set con score finale di 6-3, 3-6, 7–6(2). Questo risultato fa ben sperare in un ritorno ai vertici della campionessa statunitense e allontana le ipotesi di un suo possibile ritiro dai campi da tennis. In quanto semifinalista del torneo di Tokyo riceve un bye al primo turno al China Open, ma a causa della stanchezza dovuta ai tanti match disputati la settimana precedente si arrende al debutto alla tedesca Sabine Lisicki con un netto 6-1, 6-2. Venus decide di terminare qui la sua stagione 2013, rinunciando anche a difendere il titolo conquistato l'anno precedente al WTA International di Lussemburgo, per potersi così preparare al meglio in vista della stagione 2014. Chiude l'anno alla posizione 48 del ranking del WTA.

### 2014

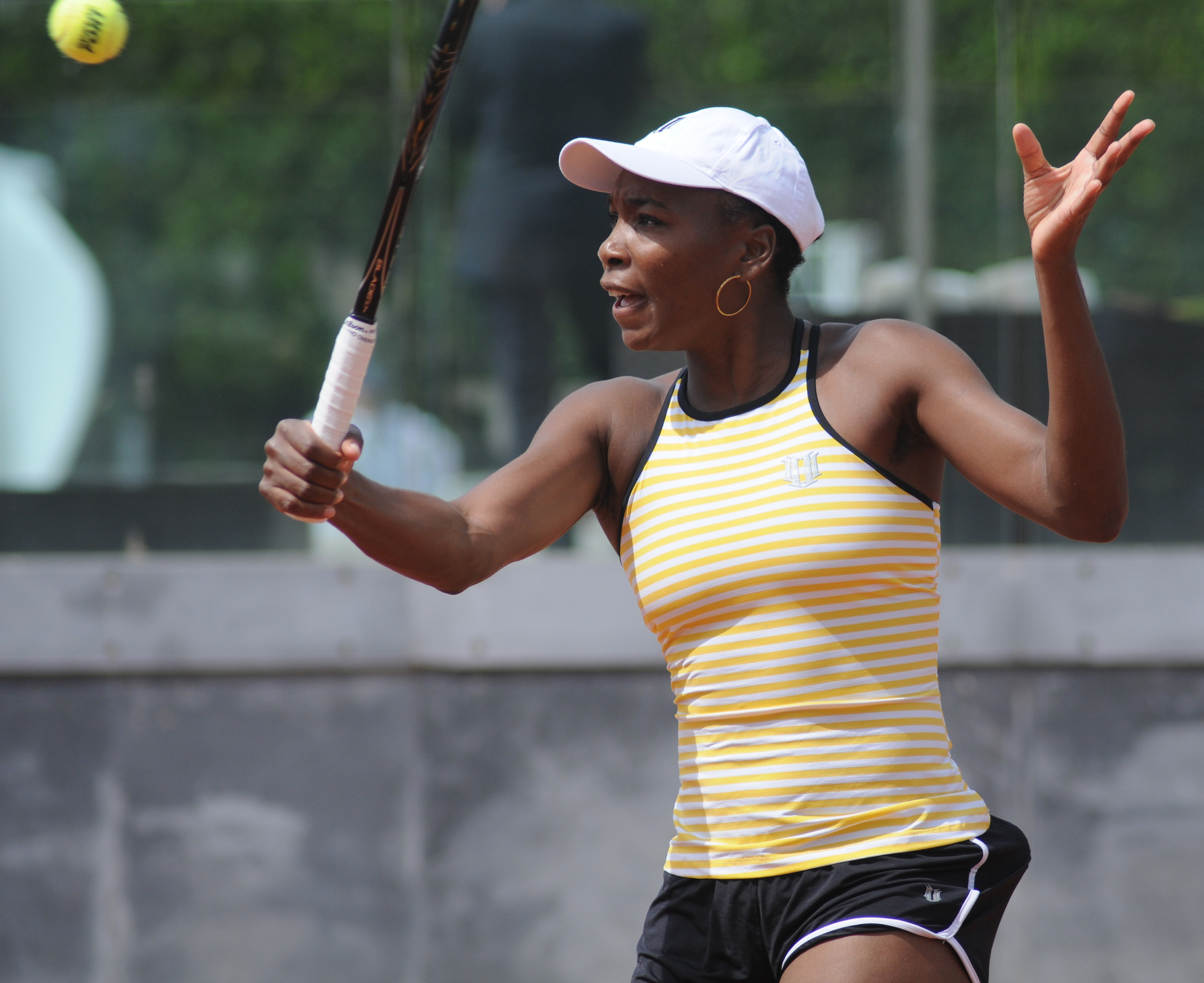
Venus agli Internazionali d'Italia 2014

Venus inizia la stagione sul cemento americano in preparazione agli Australian Open con un ottimo torneo disputato a Auckland, in cui sconfigge al primo turno la wild card Andrea Hlaváčková, recupera un set a Yvonne Meusburger, rifila un doppio 6-3 alla spagnola Muguruza e beneficia del ritiro in semifinale della connazionale Jamie Hampton, spingendosi fino alla finale. In finale trova la numero due del seeding Ana Ivanović a cui strappa il secondo set senza però riuscire ad aggiudicarsi il titolo, perdendo con il punteggio di 6-2, 5-7, 6-4, dopo avere sprecato due possibilità di 5-5 nel terzo. Si presenta agli Australian Open in una buona condizione fisica e molte aspettative ma viene sconfitta al debutto dalla russa Ekaterina Makarova testa di serie numero 22 del tabellone con punteggio di 2-6, 6-4, 6-4. Venus partecipa al torneo di Doha esordendo con la vittoria ai danni della qualificata Martic e venendo sconfitta al turno successivo dalla numero 3 del seeding Petra Kvitová disputando però un'ottima partita portando la ceca al tie-break del terzo set. La settimana seguente si aggiudica il torneo di Dubai senza perdere nessun set, superando al primo turno la russa Elena Vesnina, al secondo turno Ana Ivanović, ai quarti Flavia Pennetta, in semifinale Caroline Wozniacki e infine si aggiudica il torneo battendo in finale con il punteggio di 6-3, 6-0 la francese Alizé Cornet. Venus raggiunge a sorpresa la finale nel master 1000 canadese di Montrèal, dove elimina al primo turno in tre set la forte russa Anastasija Pavljučenkova, sconfigge al secondo turno Julija Putinceva, batte in un'emozionante partita la sesta testa di serie Angelique Kerber, ai quarti batte la spagnola Carla Suárez Navarro (che agli ottavi aveva sconfitto Marija Šarapova) e in semifinale batte la sorella Serena in tre incredibili set. Nell'atto finale si deve però arrendere alla polacca Agnieszka Radwańska, che la sconfigge 6-4 6-2. A Cincinnati si deve arrendere a Lucie Šafářová al terzo set dopo avere vinto il tie break del primo. Agli US Open, dopo avere battuto Kimiko Date-Krumm in tre set e Timea Bacsinszky, si arrende all'italiana Sara Errani al terzo turno con il punteggio di 6-0 0-6 7–6(5)

### 2015

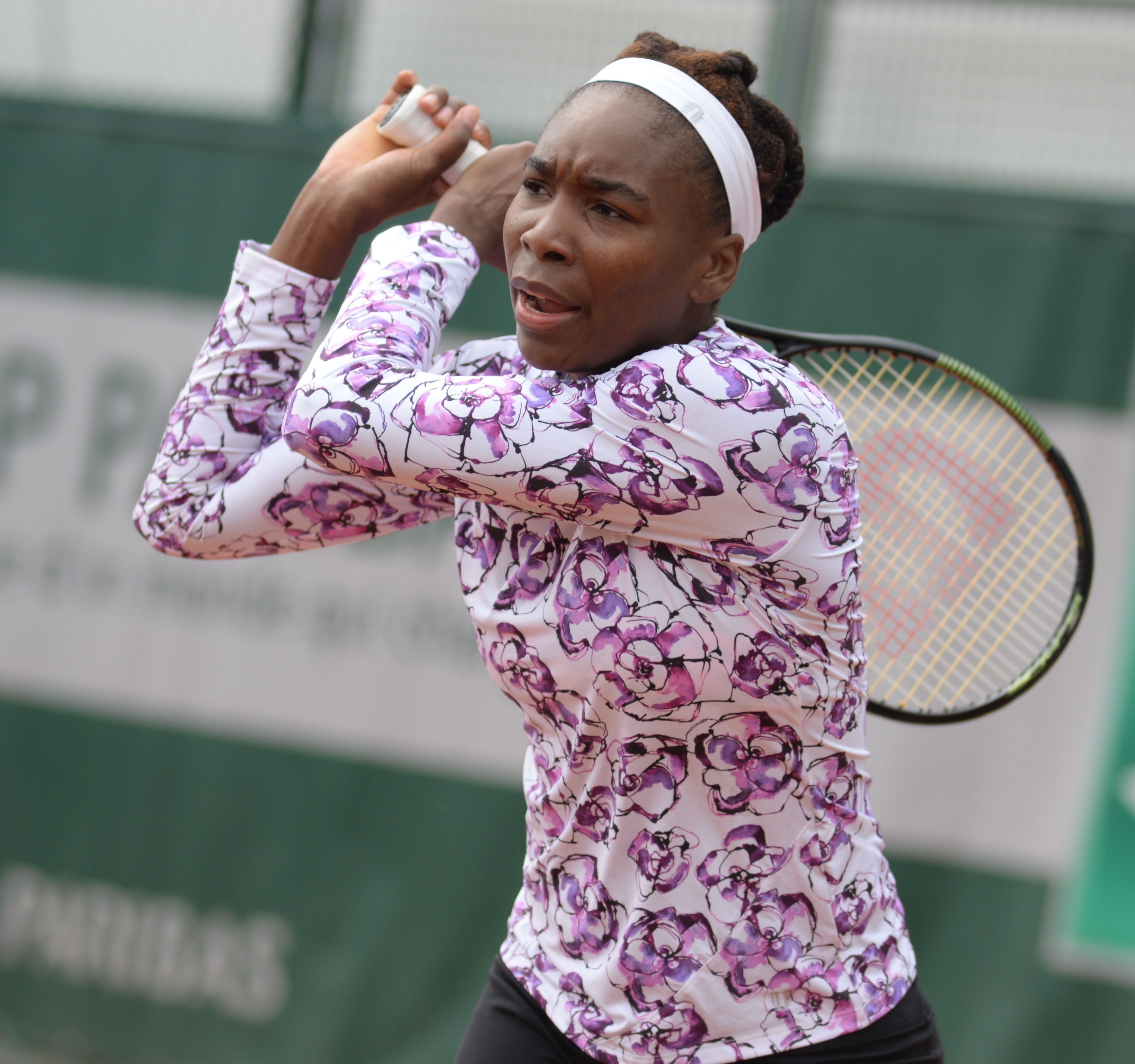
Venus Williams nel 2015

Il nuovo anno della Williams si apre con il torneo di Auckland, dove nel 2014 era giunta finalista. Viene accreditata della testa di serie numero tre e al primo turno annichilisce Jana Čepelová, al secondo elimina la nipponica Kurumi Nara per 6-4 6-1, ai quarti batte agevolmente Elena Vesnina e in semifinale supera, nel derby americano, la giovane Lauren Davis per 6-0 6-3. In finale, contro Caroline Wozniacki, vince il primo titolo della stagione vincendo 2-6 6-3 6-3 nell'atto conclusivo. Agli Australian Open è testa di serie numero 18; debutta contro María Teresa Torró Flor e la batte 6-2 6-2. Al secondo turno elimina Lauren Davis 6-2 6-3. Nel terzo turno vince in rimonta contro l'italiana Camila Giorgi per 4-6 7-6 6-1. Al quarto turno vince, a sorpresa, contro la polacca Agnieszka Radwańska, numero 6 del seeding, per 6-3 2-6 6-1. La sua corsa termina ai quarti, dove viene sconfitta dalla connazionale Madison Keys per 6-3 4-6 6-3. A Dubai, dove l'anno precedente vinse e dopo un bye al primo turno, batte nettamente l'elvetica Belinda Bencic prima di essere estromessa dalla ceca Lucie Šafářová 6-4 6-2. Partecipa poi al Qatar Total Open dove batte Barbora Strýcová salvando un match point, Agnieszka Radwańska per la seconda volta nel 2015 fino ad arrivare in semifinale dove verrà sconfitta da Viktoryja Azaranka. Salta il torneo di Indian Wells (che non gioca dal 2001 per episodi di razzismo) e partecipa al Miami Open dove si spinge fino ai quarti di finale e dove viene sconfitta dalla futura finalista Carla Suarez Navarro 6-0 1-6 5-7.
La stagione su terra risulta deludente. Perde al primo turno al Mutua Madrid Open contro Viktoryja Azaranka, a Roma al secondo turno contro Simona Halep e al primo turno al Roland Garros contro la giovane connazionale Sloane Stephens.
Non partecipa a nessun torneo di preparazione a Wimbledon, ma direttamente allo Slam londinese. Al primo turno batte Madison Brengle 6-0 6-0; al secondo turno sconfigge Putitnseva 7-6(5) 6-4 e al terzo Aleksandra Krunić con il punteggio di 6-3 6-2. Agli ottavi viene battuta da sua sorella Serena Williams 4-6 3-6. Successivamente viene eliminata al primo turno a Istanbul e a Toronto, poi al secondo turno a Cincinnati per mano di Ana Ivanović. Agli US Open 2015 disputa un buon torneo, battendo Mónica Puig, Irina Falconi, Belinda Bencic e Anett Kontaveit, prima di arrendersi ai quarti in tre set contro la sorella. Dopodiché si trasferisce in Cina, dove gioca a Wuhan. Al primo turno sconfigge la decima testa di serie Agnieszka Radwańska per 6-1 7-6(4). Al secondo elimina Julia Görges, ottenendo la 700º vittoria della sua carriera. Al terzo sconfigge la Suárez Navarro per 6-3 6-4, mentre ai quarti elimina Johanna Konta al termine di una lunghissima battaglia vinta 7-5 al terzo set. In semifinale si impone, al tie-break del terzo set, su Roberta Vinci, accedendo alla seconda finale dell'anno. Nell'ultimo atto approfitta del ritiro di Garbiñe Muguruza aggiudicandosi il 47º torneo in carriera. A Pechino si ferma invece al secondo turno contro Ana Ivanović (7-6(3) 6-2). Vincendo il WTA Elite Trophy in finale contro Karolína Plíšková la Williams ritorna in Top 10 dopo quasi quattro anni, posizionandosi al numero 7 del ranking.

### 2016: prima semifinale a Wimbledon dopo nove anni
Il 2016 di Venus parte a Auckland, torneo nel quale è detentrice del titolo e si presenta come prima testa di serie. Al primo turno, tuttavia, si fa sorprendere dalla russa Dar'ja Kasatkina, che la batte con lo score di 6(4)-7 6-3 6-3. A 36 anni già compiuti arriva in semifinale dopo nove anni a Wimbledon, dove però viene battuta dalla n.4 del mondo Angelique Kerber con un doppio 6-4. Al contempo torna a gareggiare in doppio con la sorella Serena e le due si aggiudicano la loro sesta vittoria nel prestigioso torneo inglese. Battono infatti in finale Tímea Babos e Jaroslava Švedova.

### 2017: finalista all'Australian Open, a Wimbledon e alle WTA Finals

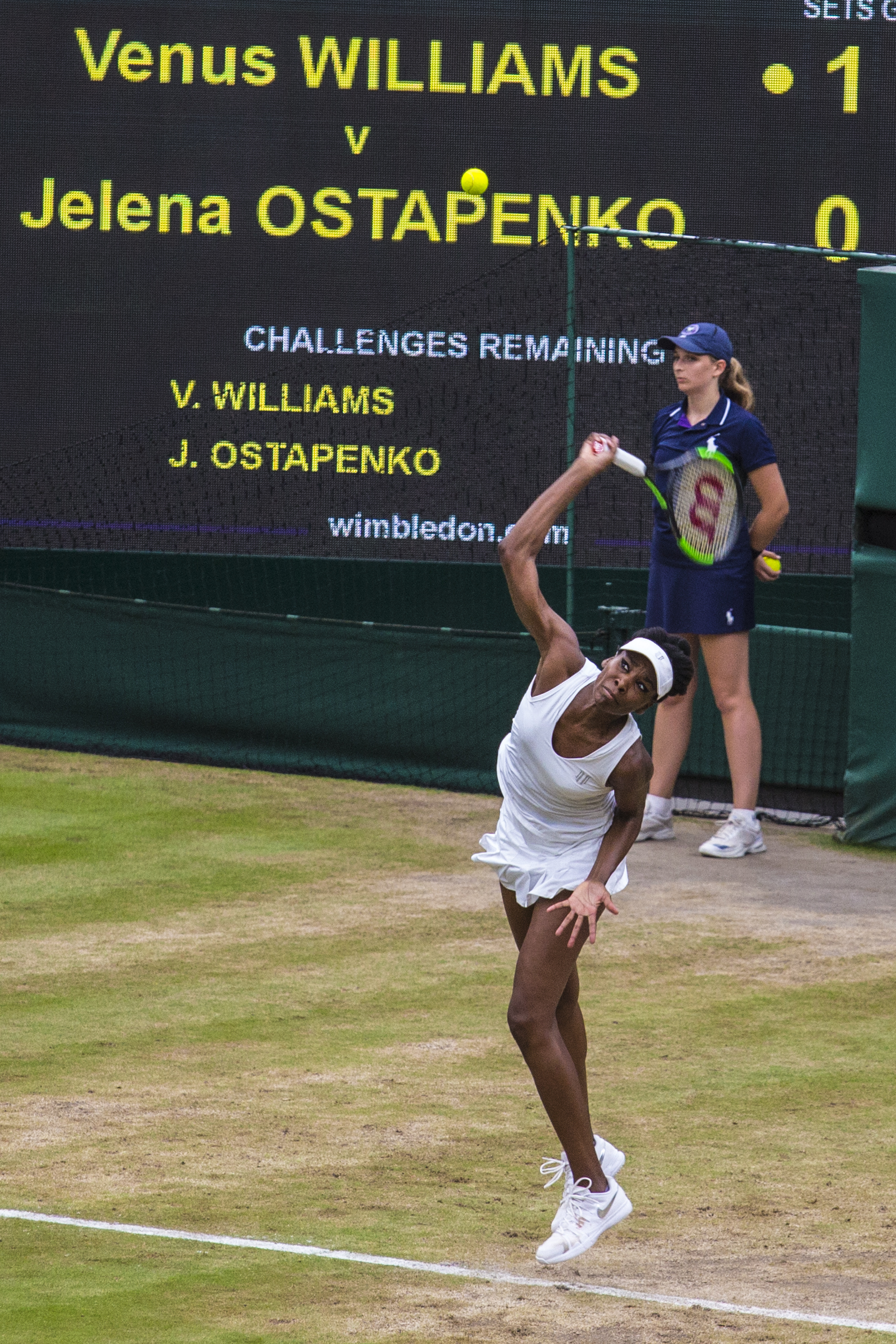
Venus Williams nel 2017

Il 2017 di Venus inizia con la partecipazione al primo dei quattro slam dell'anno: l'Australian Open. Il suo torneo inizia contro l'ucraina Kateryna Kozlova, superata con lo score di 7-6(7-5) 7-5. Al secondo turno sconfigge per 6-3 6-2 la svizzera numero 112 del Ranking WTA Stefanie Voegele. Il 20 gennaio batte facilmente per 6-1 6-0 la cinese Ying-Ying Duan. Al quarto turno sconfigge 6-3 7-5 la tedesca numero 181 del mondo, Mona Barthel. Ai quarti sconfigge la russa Anastasija Pavljučenkova con il punteggio di 6-4 7-6(7-3). Alle semifinali incontra la sorpresa del torneo, la statunitense Coco Vandeweghe, battendola con il punteggio di 6-7(3-7) 6-2 6-3 ritornando in finale dell'Australian Open, traguardo che non raggiungeva dal 2003. In finale è sconfitta dalla sorella con il punteggio di 6-4 6-4. Dopo il primo slam ha raggiunto la posizione numero 17 del Ranking WTA.
Raggiunge i quarti di finale di Indian Wells, eliminata dalla russa Elena Vesnina per 6-2 4-6 6-3 e la semifinale a Miami, venendo sconfitta dalla futura vincitrice, la britannica Johanna Konta per 6-4 7-5. Ottiene un altro buon risultato agli Internazionali d'Italia arrivando ai quarti, venendo poi battuta dalla spagnola Garbiñe Muguruza con il punteggio di 6-2 3-6 6-2. Prende parte al Torneo di Wimbledon, riuscendo ad arrivare in finale, a distanza di nove anni dalla vittoria del 2008 contro la sorella Serena. Dopo uno splendido torneo l'americana si arrende in finale contro la spagnola Garbiñe Muguruza con il punteggio di 7-5 6-0. Riesce ad arrivare in finale alle WTA Finals come quinta testa di serie perdendo con un doppio 4-6 per mano di Caroline Wozniacki in un'ora e mezza di gioco. Venus chiude così l'anno alla quinta posizione della classifica.

### 2018-2022: il declino

#### 2018: uscita dalla Top 30

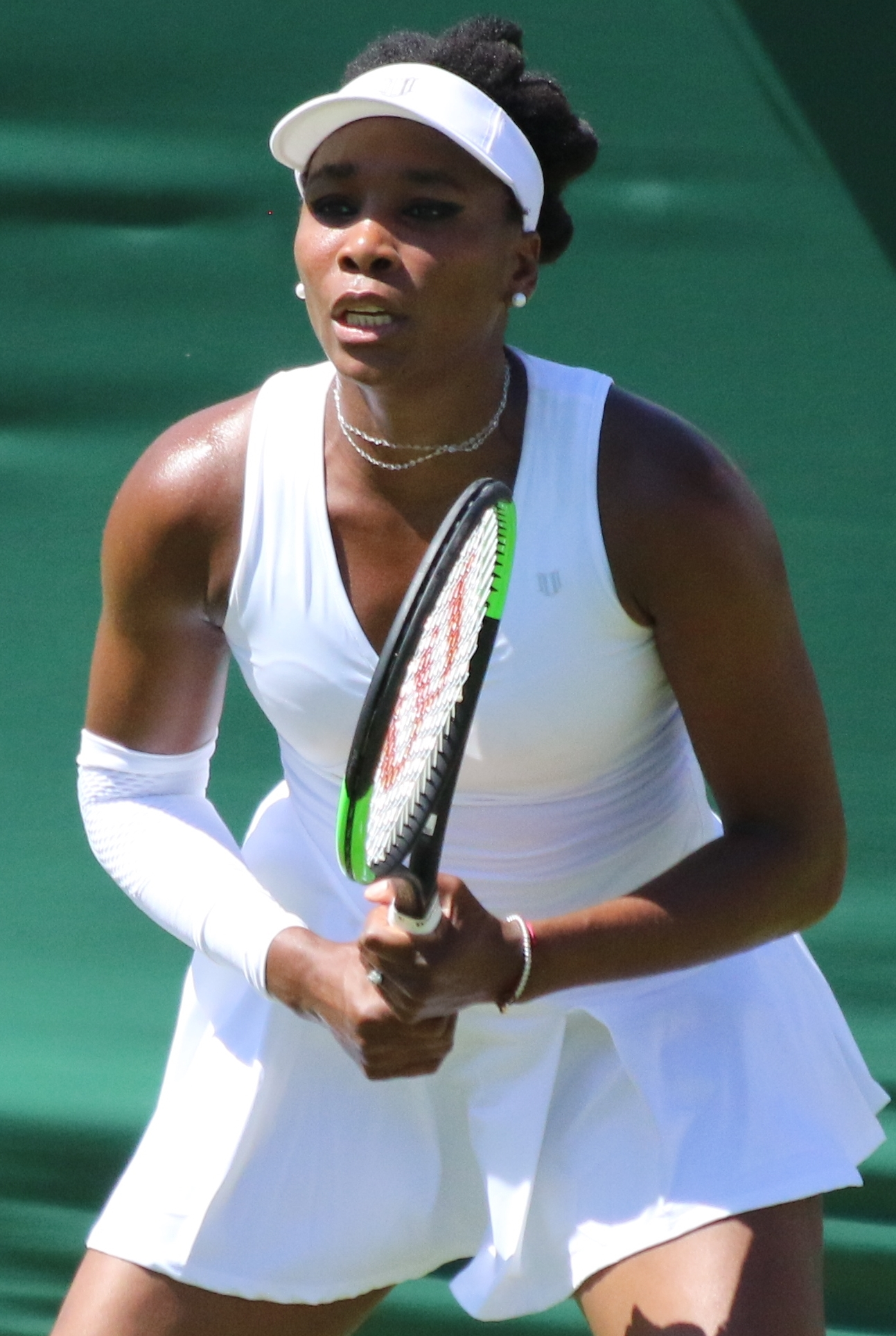
Venus Williams a Wimbledon 2018

Prende parte al torneo di Sydney, dove le viene assegnata la testa di serie n°2; grazie a questo ottiene un bye bye. Viene eliminata da Angelique Kerber per 7-5 3-6 1-6. Agli Australian Open è testa di serie n°5, ma viene eliminata a sorpresa da Belinda Bencic per 3-6 5-7. Disputa il torneo di Indian Wells raggiungendo la semifinale senza cedere un set ed estromettendo Sorana Cîrstea per 6-3 6-4, Serena Williams per 6-3 6-4, Anastasija Sevastova per 7-6 6-4 e Carla Suárez Navarro per 6-3 6-2. Tuttavia viene sconfitta in rimonta da Dar'ja Kasatkina, con un punteggio di 6-4 4-6 5-7. A Miami, invece, si ferma nei quarti di finale sconfitta in due facili set dalla connazionale Danielle Collins. Precedentemente aveva sconfitto Natal'ja Vichljanceva per 7-5 6-4, Kiki Bertens per 5-7 6-3 7-5 e Johanna Konta per 5-7 6-1 6-2. A sorpresa esce all'esordio a Madrid per mano di Anett Kontaveit, che la liquida con un 3-6 6-3 6-2. Agli Internazionali d'Italia non brilla, in quanto supera faticosamente Elena Vesnina per poi cedere nuovamente alla Kontaveit. Esce all'esordio al Roland Garros, sconfitta da Wang Qiang per 4-6 5-7. Invece a Wimbledon, rimontate Johanna Larsson e Alexandra Dulgheru in tre set, perde contro la Bertens per 2-6 7-6 6-8. Raggiunge i quarti di finale a Stanford, dove cede a Maria Sakkarī. A Toronto si impone su Caroline Dolehide per 7-5 6-1 e su Sorana Cîrstea per 7-6 6-4, per poi venire sconfitta nettamente dalla numero uno del mondo, Simona Halep. Partecipa agli US Open, dove elimina Svetlana Kuznecova per 6-3 5-7 6-3 e Camila Giorgi per 6-4 7-5, venendo in seguito eliminata dalla sorella Serena, futura finalista, che le lascia solamente tre game. La stagione termina qui per l'americana e a fine anno è quarantesima.

#### 2019: uscita dalla Top 40
Inizia la nuova stagione a Auckland dove, superate Viktoryja Azaranka (6-3 1-6 6-3) e Lauren Davis (6-4 6-3), viene eliminata in rimonta nei quarti di finale da Bianca Andreescu, futura finalista, per 7–6(1) 1-6 3-6. Agli Australian Open si impone in tre set su Mihaela Buzărnescu con il punteggio di 6(3)–7 7-6 6-2 e su Alizé Cornet per 6-3 4-6 6-0. Tuttavia viene sconfitta dalla finalista dell'edizione precedente, Simona Halep, per 2-6 3-6. Partecipa agli Indian Wells, dove estromette Andrea Petković per 6-4 0-6 6-3; Petra Kvitová, numero tre del seeding, per 4-6 7-5 6-4; Christina McHale per 6-2 7-5 e Mona Barthel per 6-4 6-4. Successivamente viene sconfitta da Angelique Kerber, numero otto del ranking, che si impone in due set complicati. Dopo Indian Wells partecipa a Miami, dove arriva fino al quarto turno, e vince con Dalila Jakupovič per 7-5 6-3, Carla Suárez Navarro per 7-6⁴ 6-1, Dar'ja Kasatkina e si ferma perdendo con la numero 2 del mondo Simona Halep per 3-6 3-6. Agli Internazionali di Roma fa fuori al primo turno Elise Mertens 7-5 3-6 7-6⁴ poi passa direttamente al terzo turno perché prima della partita sua sorella Serena Williams si ritira. Non riesce a proseguire nel torneo, infatti si ferma al terzo turno battuta da Johanna Konta per 2-6 4-6. Non brilla agli Open di Francia, dove viene battuta all'esordio da Elina Svitolina per 3-6 3-6. A Birmingham si spinge fino ai quarti di finale battendo nettamente Aljaksandra Sasnovič per 6-3 6-4 e Wang Qiang per 6-3 6-2 prima di venire sconfitta dalla futura campionessa Ashleigh Barty per 4-6 3-6. A Wimbledon viene eliminata a sorpresa all'esordio dalla quindicenne Cori Gauff con un doppio 6-4. Non brilla nemmeno a San Jose e a Toronto, dove viene estromessa rispettivamente all'esordio da Bethanie Mattek-Sands per 7-6⁴ 3-6 1-6 e da Carla Suárez Navarro per 4-6 2-6. Ritorna a disputare un buon tennis a Cincinnati, dove si spinge fino ai quarti battendo in ordine la connazionale Lauren Davis 7-5 6-2, la testa di serie n.5 del seeding Kiki Bertens 6-3 3-6 7-6 e la croata Donna Vekić 2-6 6-3 6-3. Viene fermata poi dalla futura vincitrice del torneo Madison Keys per 2-6 3-6. Allo US Open travolge al primo turno la cinese Zheng Saisai per 6-1 6-0, per poi perdere contro Elina Svitolina con un doppio 6-4. Chiude la stagione in Cina partecipando ai tornei di Wuhan, Pechino e Tianjin, collezionando una sola vittoria a Pechino.

#### 2020: uscita dalla Top 60
All'Australian Open 2020 incontra per la seconda volta la statunitense Cori Gauff, che la sconfigge all'esordio per 7–6(5) 6-3. Al termine del torneo si ritrova alla 66ª posizione del ranking.
Dopo il lockdown dovuto alla pandemia di COVID-19 disputa tre tornei: il Top Seed Open 2020, nel quale al primo turno supera agevolmente Viktoryja Azaranka per 6-3 6-2, mentre al secondo turno viene eliminata dalla sorella Serena Williams in tre set. Questo match è stato il trentunesimo incontro tra Venus e Serena, e quest’ultima ha spuntato la vittoria per la diciannovesima volta. Successivamente invece, gioca al Western & Southern Open e lo US Open; in entrambi esce al primo turno, rispettivamente per mano di Dajana Jastrems'ka e di Karolina Muchova. Giungono poi gli Internazionali BNL d'Italia, dove esce sempre al primo turno, stavolta per mano di Viktoryja Azaranka, e poi il Roland Garros, dove viene estromessa all’esordio da Anna Karolína Schmiedlová. Dopo le sconfitte subite scivola alla 76ª posizione della classifica WTA.

#### 2021-2022: uscita dalla Top 100 e periodo di pausa
Venus disputa il primo torneo dell'anno, lo Yarra Valley Classic a Melbourne, dove sconfigge al primo turno Arantxa Rus per 6-1 6-3, incassando la sua prima vittoria dopo una lunga serie di sconfitte all’esordio. Inoltre, grazie a questa vittoria, compie un nuovo record: è la prima tennista a vincere un match WTA per almeno 28 stagioni consecutive. Nel secondo turno viene però eliminata da Petra Kvitová per 6(6)–7 5-7. Seguono quindi gli Australian Open, dove al primo turno batte Kirsten Flipkens (7-5 6-2), salvo poi perdere 6-1 6-0 contro Sara Errani, complice anche un infortunio alla caviglia. Venus prende poi parte al Miami Open, dove viene eliminata all’esordio da Zarina Diyas per 2-6 6(10)–7. Viene estromessa al primo turno anche a Madrid da Jennifer Brady e poi da forfait a Roma. In seguito a tali insuccessi Venus Williams esce per la prima volta in 9 anni dalla top 100, ritrovandosi alla posizione 101.
Nel mese di luglio viene annunciato che Venus ritornerà in campo alla Rogers Cup, grazie ad una wild card, a distanza di un anno dall'ultimo match disputato in singolare. In questa occasione viene estromessa al primo turno. In seguito disputa gli US Open, sia in singolare sia in doppio con la sorella Serena, per celebrare l'addio alle competizioni di quest'ultima. In entrambe le occasioni esce al primo turno.

#### 2023-2025: ritorno alle competizioni

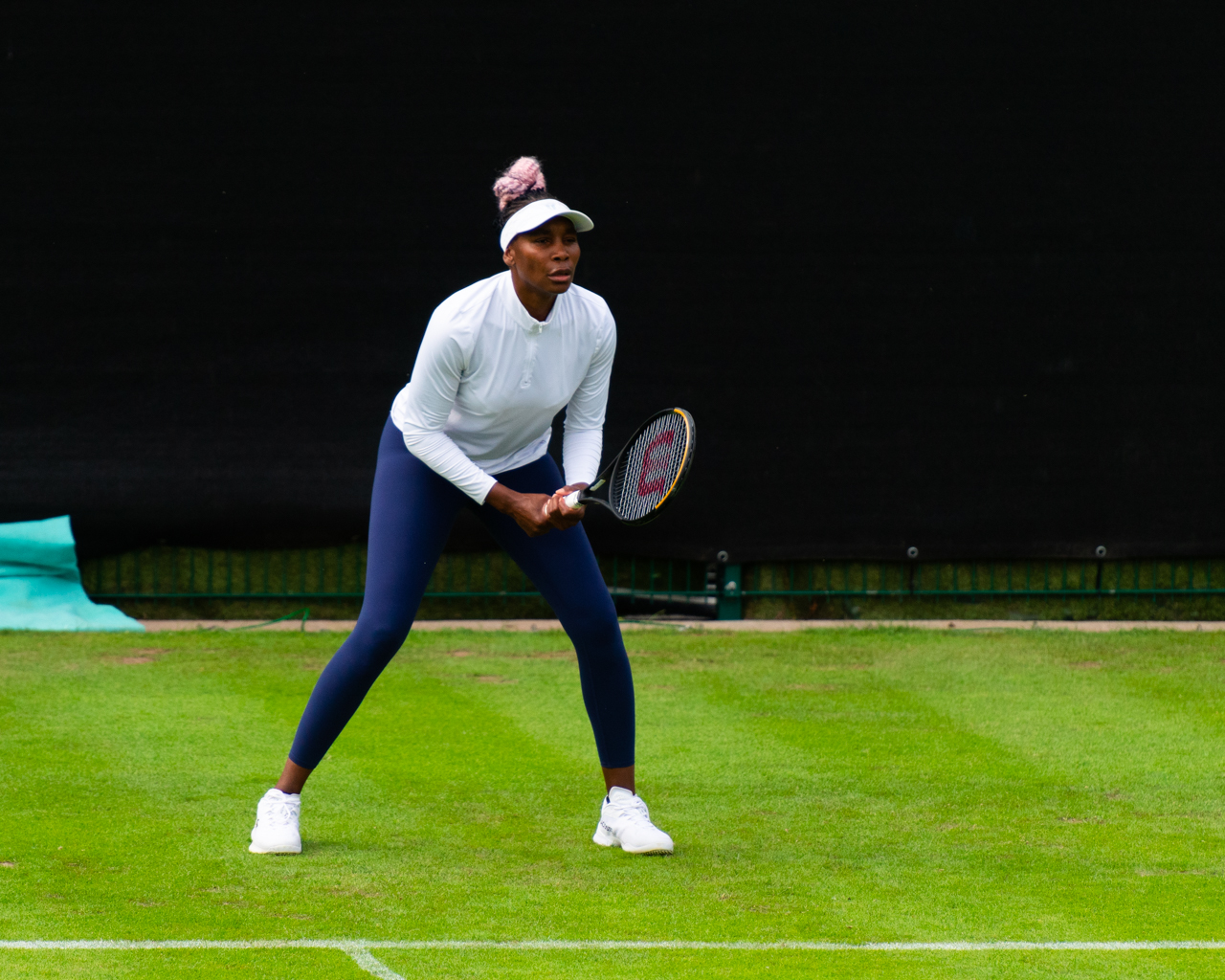
Venus in allenamento nel 2023

Venus torna nuovamente in campo nel 2023 al torneo 250 di Auckland, dove al primo turno sconfigge la connazionale Katie Volynets, salvo poi uscire al turno seguente sconfitta da Zhu Lin. Ottiene la prima vittoria importante al torneo di Cincinnati, dove all'esordio sconfigge Veronika Kudermetova, numero 16 del seeding, per 6-4 7-5, tornando a vincere su una top 20 dopo 4 anni e all'età di 43 anni. Al secondo turno viene estromessa da Qinwen Zheng per 6-1 2-6 1-6.
Nel 2025, a 45 anni, partecipa al torneo di Washington Open grazie ad una wild-card, vincendo un match sia in singolare contro Peytorn Stearns (per poi cedere al secondo turno dalla numero 36 del mondo Maghalena Frech 6-2 6-2), che in doppio insieme a Haley Baptiste, contro Eugenie Bouchard e Clervie Ngounoe  (eliminata al secondo turno dalla coppia Towsend-Zhang).

## Vita privata
Oltre a parlare inglese, ha appreso scolasticamente il francese e il tedesco; inoltre, si è interessata autonomamente al cinese e all'italiano.
Dal 2024 ha una relazione con l’attore italiano Andrea Preti.

## Stile di gioco

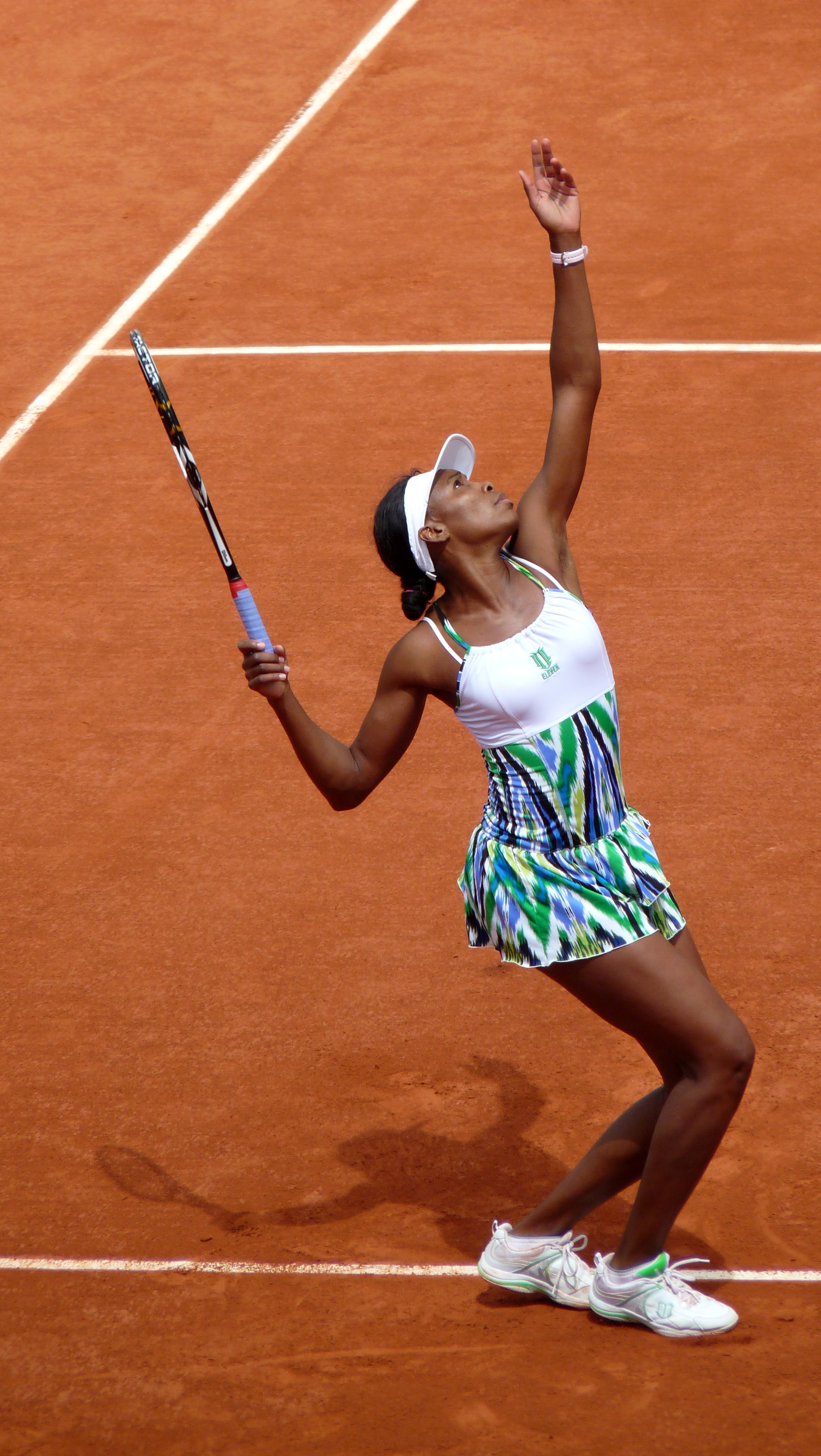
Il servizio di Venus

Venus è una giocatrice assai potente, molto dotata dal punto di vista muscolare, e integra questa forza all'eleganza e alla precisione. Completa sotto l'aspetto tecnico, possiede come arma migliore il servizio, che ha raggiunto velocità oltre i 200 km/h, tanto da avere stabilito un record agli US Open 2007, con una battuta a 207,6 km/h (record poi superato da altre tenniste). Ha inoltre un rovescio bimane molto potente a cui affianca un dritto esplosivo. Essendo anche alta è temibile nel gioco di volo e a rete, aspetti in cui è migliorata grazie alla specialità del doppio.

## Record
- Ha detenuto il record della serie più lunga di successi consecutivi, grazie alle 35 vittorie di fila dal torneo di Wimbledon del 2000 alla finale di Linz, venendo superata nel 2022 da Iga Świątek (37).
- È l'unica giocatrice in attività ad avere partecipato a tutte le finali del Grande Slam, sia nel singolare che nel doppio.
- È la tennista che ha vinto il torneo di Wimbledon (nel 2007) con la testa di serie e con il ranking più basso di sempre (rispettivamente 23 e 31).
- È l'unica tennista ad avere vinto un incontro ufficiale in un torneo WTA per almeno 32 stagioni consecutive (dal 1994 al 2025).[38]
- Con cinque medaglie olimpiche (quattro ori e un argento), è la tennista ad averne vinte di più in assoluto (uomini compresi).

## Statistiche

### Singolare

#### Finali del Grande Slam (16)

##### Vinte (7)
| Anno | Torneo                | Avversario in finale | Punteggio        |
| 2000 | Wimbledon, Londra     | Lindsay Davenport    | 6–3, 7–6(3)      |
| 2000 | US Open, New York     | Lindsay Davenport    | 6–4, 7–5         |
| 2001 | Wimbledon, Londra (2) | Justine Henin        | 6–1, 3–6, 6–0    |
| 2001 | US Open, New York (2) | Serena Williams      | 6–2, 6–4         |
| 2005 | Wimbledon, Londra (3) | Lindsay Davenport    | 4–6, 7–6(4), 9–7 |
| 2007 | Wimbledon, Londra (4) | Marion Bartoli       | 6–4, 6–1         |
| 2008 | Wimbledon, Londra (5) | Serena Williams      | 7–5, 6–4         |

##### Perse (9)
| Anno | Torneo                         | Avversario in finale | Punteggio        |
| 1997 | US Open, New York              | Martina Hingis       | 0–6, 4–6         |
| 2002 | Open di Francia, Parigi        | Serena Williams      | 5–7, 3–6         |
| 2002 | Wimbledon, Londra              | Serena Williams      | 6(4)–7, 3–6      |
| 2002 | US Open, New York (2)          | Serena Williams      | 4–6, 3–6         |
| 2003 | Australian Open, Melbourne     | Serena Williams      | 6(4)–7, 6–3, 4–6 |
| 2003 | Wimbledon, Londra (2)          | Serena Williams      | 6–4, 4–6, 2–6    |
| 2009 | Wimbledon, Londra (3)          | Serena Williams      | 6(3)–7, 2–6      |
| 2017 | Australian Open, Melbourne (2) | Serena Williams      | 4–6, 4–6         |
| 2017 | Wimbledon, Londra (4)          | Garbiñe Muguruza     | 5–7, 0–6         |

### Doppio

#### Finali del Grande Slam (14)

##### Vittorie (14)
| Anno | Torneo                         | Superficie  | Compagna        | Avversarie in finale                | Punteggio        |
| 1999 | Open di Francia, Parigi        | Terra rossa | Serena Williams | Martina Hingis Anna Kurnikova       | 6–3, 6(2)–7, 8–6 |
| 1999 | US Open, New York              | Cemento     | Serena Williams | Chanda Rubin Sandrine Testud        | 4–6, 6–1, 6–4    |
| 2000 | Wimbledon, Londra              | Erba        | Serena Williams | Julie Halard-Decugis Ai Sugiyama    | 6–3, 6–2         |
| 2001 | Australian Open, Melbourne     | Cemento     | Serena Williams | Lindsay Davenport Corina Morariu    | 6–2, 2–6, 6–4    |
| 2002 | Wimbledon, Londra (2)          | Erba        | Serena Williams | Virginia Ruano Pascual Paola Suárez | 6–2, 7–5         |
| 2003 | Australian Open, Melbourne (2) | Cemento     | Serena Williams | Virginia Ruano Pascual Paola Suárez | 4–6, 6–4, 6–2    |
| 2008 | Wimbledon, Londra (3)          | Erba        | Serena Williams | Lisa Raymond Samantha Stosur        | 6–2, 6–2         |
| 2009 | Australian Open, Melbourne (3) | Cemento     | Serena Williams | Daniela Hantuchová Ai Sugiyama      | 6–3, 6–3         |
| 2009 | Wimbledon, Londra (4)          | Erba        | Serena Williams | Samantha Stosur Rennae Stubbs       | 7–6(4), 6–4      |
| 2009 | US Open, New York (2)          | Cemento     | Serena Williams | Cara Black Liezel Huber             | 6–2, 6–2         |
| 2010 | Australian Open, Melbourne (4) | Cemento     | Serena Williams | Cara Black Liezel Huber             | 6–4, 6–3         |
| 2010 | Open di Francia, Parigi (2)    | Terra rossa | Serena Williams | Květa Peschke Katarina Srebotnik    | 6–2, 6–3         |
| 2012 | Wimbledon, Londra (5)          | Erba        | Serena Williams | Andrea Hlaváčková Lucie Hradecká    | 7–5, 6–4         |
| 2016 | Wimbledon, Londra (6)          | Erba        | Serena Williams | Tímea Babos Jaroslava Švedova       | 6–3, 6–4         |

### Doppio misto

#### Finali del Grande Slam (3)

##### Vittorie (2)
| Anno | Torneo                     | Partner          | Avversari in finale       | Punteggio |
| 1998 | Open di Francia, Parigi    | Justin Gimelstob | Serena Williams Luis Lobo | 6–4, 6–4  |
| 1998 | Australian Open, Melbourne | Justin Gimelstob | Helena Suková Cyril Suk   | 6–2, 6–1  |

##### Sconfitte (1)
| Anno | Torneo            | Partner   | Avversari in finale     | Punteggio |
| 2006 | Wimbledon, Londra | Bob Bryan | Andy Ram Vera Zvonarëva | 6–3, 6–2  |

## Filmografia

### Produttrice
- Una famiglia vincente - King Richard (King Richard), regia di Reinaldo Marcus Green (2021)